# Liste des matchs de l'équipe d'Uruguay de football par adversaire
Cette liste présente les matchs de l'équipe d'Uruguay de football par adversaire rencontré. Lorsqu'une rivalité footballistique particulière existe entre l'Uruguay et un autre pays, une page spécifique est parfois proposée.
- Haut – A
- B
- C
- D
- E
- F
- G
- H
- I
- J
- K
- L
- M
- N
- O
- P
- Q
- R
- S
- T
- U
- V
- W
- X
- Y
- Z

## A

### Afrique du Sud
Confrontations entre l'Afrique du Sud et l'Uruguay :
|   | Date              | Lieu          | Match                    | Score | Compétition                           |
| - | ----------------- | ------------- | ------------------------ | ----- | ------------------------------------- |
| 1 | 17 décembre 1997  | Riyad         | Uruguay - Afrique du Sud | 4-3   | Coupe des confédérations 1997 (gr. B) |
| 2 | 12 septembre 2007 | Johannesbourg | Afrique du Sud - Uruguay | 0-0   | Match amical                          |
| 3 | 16 juin 2010      | Pretoria      | Afrique du Sud - Uruguay | 0-3   | Coupe du monde 2010 (gr. A)           |

#### Bilan
Au 21 juillet 2018 :
- Total de matchs disputés : 3
- Victoires de l'Uruguay : 2
- Victoires de l'Afrique du Sud : 0
- Matchs nuls : 1
- Total de buts marqués par l'Uruguay : 7
- Total de buts marqués par l'Afrique du Sud : 3

### Algérie
Confrontations entre l'Algérie et l'Uruguay :
|   | Date         | Lieu  | Match           | Score | Compétition  |
| - | ------------ | ----- | --------------- | ----- | ------------ |
| 1 | 12 août 2009 | Alger | Algérie-Uruguay | 1-0   | Match amical |

#### Bilan
Au 21 juillet 2018 :
- Total de matchs disputés : 1
- Victoires de l'Uruguay : 0
- Victoires de l'Algérie : 1
- Matchs nuls : 0
- Total de buts marqués par l'Uruguay : 0
- Total de buts marqués par l'Algérie : 1

### Allemagne
Confrontations entre l'équipe d'Allemagne de football et l'équipe d'Uruguay de football en matchs officiels :
|    | Date             | Lieu                  | Match               | Score | Compétition                                                 |
| -- | ---------------- | --------------------- | ------------------- | ----- | ----------------------------------------------------------- |
| 1  | 3 juin 1928      | Amsterdam             | Allemagne - Uruguay | 1-4   | Jeux olympiques 1928 (2e tour)                              |
| 2  | 11 avril 1962    | Hambourg              | RFA - Uruguay       | 3-0   | Match amical                                                |
| 3  | 23 juillet 1966  | Sheffield             | RFA - Uruguay       | 4-0   | Coupe du monde de football de 1966 (quart de finale)        |
| 4  | 20 juin 1970     | Mexico                | RFA - Uruguay       | 1-0   | Coupe du monde de football de 1970 (match pour la 3e place) |
| 5  | 8 juin 1977      | Montevideo            | Uruguay - RFA       | 0-2   | Match amical                                                |
| 6  | 4 juin 1986      | Santiago de Querétaro | RFA - Uruguay       | 1-1   | Coupe du monde de football de 1986 (gr. E)                  |
| 7  | 25 avril 1990    | Stuttgart             | RFA - Uruguay       | 3-3   | Match amical                                                |
| 8  | 20 décembre 1992 | Montevideo            | Uruguay - Allemagne | 1-4   | Match amical                                                |
| 9  | 13 novembre 1993 | Bochum                | Allemagne - Uruguay | 5-0   | Match amical                                                |
| 10 | 10 juillet 2010  | Port Elizabeth        | Uruguay - Allemagne | 2-3   | Coupe du monde de football de 2010 (match pour la 3e place) |
| 11 | 29 mai 2011      | Sinsheim              | Allemagne - Uruguay | 2-1   | Match amical                                                |

#### Bilan
Au 21 juillet 2018 :
- Total de matchs disputés : 11
- Victoires de l'équipe d'Allemagne : 8
- Victoires de l'équipe d'Uruguay : 1
- Matchs nuls : 2

L'Uruguay n'a plus battu l'Allemagne depuis leur première rencontre en 1928 et avec trois victoires et un nul face à l'Uruguay en Coupe du monde, l'Allemagne constitue l'une des bêtes noires de la Céleste.

### Allemagne de l'Est
Confrontations entre l'équipe d'Uruguay de football et l'équipe d'Allemagne de l'Est de football : 
|   | Date            | Lieu       | Match         | Score | Compétition  |
| - | --------------- | ---------- | ------------- | ----- | ------------ |
| 1 | 2 janvier 1965  | Montevideo | Uruguay - RDA | 0-2   | Match amical |
| 2 | 10 février 1971 | Montevideo | Uruguay - RDA | 0-3   | Match amical |
| 3 | 15 février 1971 | Montevideo | Uruguay - RDA | 1-1   | Match amical |
| 4 | 27 mai 1972     | Leipzig    | RDA - Uruguay | 1-0   | Match amical |
| 5 | 31 mai 1972     | Rostock    | RDA - Uruguay | 2-0   | Match amical |
| 6 | 29 janvier 1985 | Montevideo | Uruguay - RDA | 3-0   | Match amical |

#### Bilan
- Total de matchs disputés : 6
- Victoires de la RDA : 4
- Victoires de l'Uruguay : 1
- Matchs nuls : 1

### Angleterre
Confrontations entre l'équipe d'Angleterre de football et l'équipe d'Uruguay de football en matchs officiels :
|    | Date            | Lieu       | Match                | Score | Compétition                           |
| -- | --------------- | ---------- | -------------------- | ----- | ------------------------------------- |
| 1  | 31 mai 1953     | Montevideo | Uruguay - Angleterre | 2-1   | Match amical                          |
| 2  | 26 juin 1954    | Bâle       | Uruguay - Angleterre | 4-2   | Coupe du monde 1954 (quart de finale) |
| 3  | 6 mai 1964      | Londres    | Angleterre - Uruguay | 2-1   | Match amical                          |
| 4  | 11 juillet 1966 | Londres    | Angleterre - Uruguay | 0-0   | Coupe du monde 1966 (gr. A)           |
| 5  | 8 juin 1969     | Montevideo | Uruguay - Angleterre | 1-2   | Match amical                          |
| 6  | 15 juin 1977    | Montevideo | Uruguay - Angleterre | 0-0   | Match amical                          |
| 7  | 13 juin 1984    | Montevideo | Uruguay - Angleterre | 2-0   | Match amical                          |
| 8  | 22 mai 1990     | Londres    | Angleterre - Uruguay | 1-2   | Match amical                          |
| 9  | 29 mars 1995    | Londres    | Angleterre - Uruguay | 0-0   | Match amical                          |
| 10 | 1er mars 2006   | Londres    | Angleterre - Uruguay | 2-1   | Match amical                          |
| 11 | 19 juin 2014    | São Paulo  | Uruguay - Angleterre | 2-1   | Coupe du monde 2014 (gr. D)           |

#### Bilan
Au 21 juillet 2018 :
- Total de matchs disputés : 11
- Victoires de l'équipe d'Angleterre : 3
- Victoires de l'équipe d'Uruguay : 5
- Matchs nuls : 3

### Angola

#### Confrontations
Confrontations entre l'Angola et l'Uruguay en matchs officiels.
|   | Date         | Lieu     | Match            | Score | Compétition  |
| - | ------------ | -------- | ---------------- | ----- | ------------ |
| 1 | 11 août 2010 | Lisbonne | Angola - Uruguay | 0 - 2 | Match amical |

#### Bilan
Au 21 juillet 2018 :
- Total de matchs disputés : 1
- Victoires de l'Uruguay : 1
- Victoires de l'Angola : 0
- Matchs nuls : 0
- Total de buts marqués par l'Uruguay : 2
- Total de buts marqués par l'Angola : 0

### Arabie saoudite
Confrontations entre l'équipe d'Arabie saoudite de football et l'équipe d'Uruguay de football en matchs officiels :
|   | Date            | Lieu              | Match                     | Score | Compétition                 |
| - | --------------- | ----------------- | ------------------------- | ----- | --------------------------- |
| 1 | 27 mars 2002    | Riyad             | Arabie saoudite - Uruguay | 3-2   | Match amical                |
| 2 | 10 octobre 2014 | Djeddah           | Arabie saoudite - Uruguay | 1-1   | Match amical                |
| 3 | 20 juin 2018    | Rostov-sur-le-Don | Uruguay - Arabie saoudite | 1-0   | Coupe du monde 2018 (gr. A) |

#### Bilan
Au 21 juillet 2018 :
- Total de matchs disputés : 3
- Victoires de l'équipe d'Arabie saoudite : 1
- Victoires de l'équipe d'Uruguay : 1
- Matchs nuls : 1

### Australie
Confrontations entre l'Australie et l'Uruguay :
|   | Date             | Lieu       | Match               | Score           | Compétition                                         |
| - | ---------------- | ---------- | ------------------- | --------------- | --------------------------------------------------- |
| 1 | 26 avril 1974    | Melbourne  | Australie - Uruguay | 0-0             | Match amical                                        |
| 2 | 28 avril 1974    | Sydney     | Australie - Uruguay | 2-0             | Match amical                                        |
| 3 | 21 juin 1992     | Montevideo | Uruguay Australie   | 2-0             | Match amical                                        |
| 4 | 19 décembre 1997 | Riyad      | Uruguay - Australie | 0-1 a.p.        | Coupe des confédérations 1997 (demi-finale)         |
| 5 | 20 novembre 2001 | Melbourne  | Australie - Uruguay | 1-0             | Qualification pour la Coupe du monde 2002 (barrage) |
| 6 | 25 novembre 2001 | Montevideo | Uruguay - Australie | 3-0             | Qualification pour la Coupe du monde 2002 (barrage) |
| 7 | 12 novembre 2005 | Montevideo | Uruguay - Australie | 1-0             | Qualification pour la Coupe du monde 2006 (barrage) |
| 8 | 16 novembre 2005 | Sydney     | Australie - Uruguay | 1-0 (tab : 4-2) | Qualification pour la Coupe du monde 2006 (barrage) |
| 9 | 2 juin 2007      | Sydney     | Australie - Uruguay | 1-2             | Match amical                                        |

#### Bilan
Au 21 juillet 2018 :
- Total de matchs disputés : 9
- Victoires de l'équipe d'Australie : 4
- Victoires de l'équipe d'Uruguay : 4
- Match nul : 1

### Autriche
Confrontations entre l'équipe d'Autriche de football et l'équipe d'Uruguay de football en matchs officiels :
|   | Date             | Lieu       | Match              | Score | Compétition                                  |
| - | ---------------- | ---------- | ------------------ | ----- | -------------------------------------------- |
| 1 | 3 juillet 1954   | Zurich     | Autriche - Uruguay | 3-1   | Coupe du monde 1954 (match pour la 3e place) |
| 2 | 14 mai 1964      | Vienne     | Autriche - Uruguay | 0-2   | Match amical                                 |
| 3 | 5 mars 2014      | Klagenfurt | Autriche - Uruguay | 1-1   | Match amical                                 |
| 4 | 14 novembre 2017 | Vienne     | Autriche - Uruguay | 2-1   | Match amical                                 |

#### Bilan
Au 21 juillet 2018 :
- Total de matchs disputés : 4
- Victoires de l'Uruguay : 1
- Victoires de l'Autriche : 2
- Matchs nuls : 0
- Total de buts marqués par l'Uruguay : 5
- Total de buts marqués par l'Autriche : 6

## B

### Belgique
Confrontations entre l'équipe de Belgique de football et l'équipe d'Uruguay de football en matchs officiels :
|   | Date         | Lieu      | Match              | Score | Compétition                                |
| - | ------------ | --------- | ------------------ | ----- | ------------------------------------------ |
| 1 | 18 mars 1980 | Bruxelles | Belgique - Uruguay | 2-0   | Match amical                               |
| 2 | 17 juin 1990 | Vérone    | Belgique - Uruguay | 3-1   | Coupe du monde de football de 1990 (gr. E) |

#### Bilan
Au 21 juillet 2018 :
- Total de matchs disputés : 2
- Victoires de l'équipe de Belgique : 2
- Victoires de l'équipe d'Uruguay : 0
- Matchs nuls : 0

### Bolivie
Confrontations en matchs officiels entre l'Uruguay et la Bolivie :
|    | Date              | Lieu                    | Match             | Score | Compétition                                                                |
| -- | ----------------- | ----------------------- | ----------------- | ----- | -------------------------------------------------------------------------- |
| 1  | 28 octobre 1926   | Santiago                | Uruguay - Bolivie | 6-0   | Championnat sud-américain de football de 1926                              |
| 2  | 6 novembre 1927   | Lima                    | Uruguay - Bolivie | 9-0   | Championnat sud-américain de football de 1927                              |
| 3  | 15 février 1945   | Santiago                | Uruguay - Bolivie | 2-0   | Championnat sud-américain de football de 1945                              |
| 4  | 29 janvier 1946   | Buenos Aires            | Uruguay - Bolivie | 5-0   | Championnat sud-américain de football de 1946                              |
| 5  | 9 décembre 1947   | Guayaquil               | Uruguay - Bolivie | 3-0   | Championnat sud-américain de football de 1947                              |
| 6  | 17 avril 1949     | Rio de Janeiro          | Bolivie - Uruguay | 3-2   | Championnat sud-américain de football de 1949                              |
| 7  | 2 juillet 1950    | Belo Horizonte          | Uruguay - Bolivie | 8-0   | Coupe du monde 1950 (Groupe D)                                             |
| 8  | 25 février 1953   | Lima                    | Uruguay - Bolivie | 2-0   | Championnat sud-américain de football de 1953                              |
| 9  | 8 mars 1959       | Buenos Aires            | Uruguay - Bolivie | 7-0   | Championnat sud-américain de football de 1959 (Argentine)                  |
| 10 | 15 juillet 1961   | La Paz                  | Bolivie - Uruguay | 1-1   | Qualifications pour la Coupe du monde 1962                                 |
| 11 | 30 juillet 1961   | Montevideo              | Uruguay - Bolivie | 2-1   | Qualifications pour la Coupe du monde 1962                                 |
| 12 | 17 janvier 1967   | Montevideo              | Uruguay - Bolivie | 4-0   | Championnat sud-américain de football de 1967                              |
| 13 | 27 février 1977   | La Paz                  | Bolivie - Uruguay | 1-0   | Qualifications pour la Coupe du monde 1978                                 |
| 14 | 27 mars 1977      | Montevideo              | Uruguay - Bolivie | 2-2   | Qualifications pour la Coupe du monde 1978                                 |
| 15 | 9 novembre 1980   | Cochabamba              | Bolivie - Uruguay | 1-3   | Match amical                                                               |
| 16 | 11 décembre 1980  | Montevideo              | Uruguay - Bolivie | 5-0   | Match amical                                                               |
| 17 | 6 février 1985    | Cochabamba              | Bolivie - Uruguay | 0-1   | Match amical                                                               |
| 18 | 23 juin 1987      | Montevideo              | Uruguay - Bolivie | 2-1   | Match amical                                                               |
| 19 | 8 juin 1989       | Santa Cruz de la Sierra | Bolivie - Uruguay | 0-0   | Match amical                                                               |
| 20 | 14 juin 1989      | Montevideo              | Uruguay - Bolivie | 1-0   | Match amical                                                               |
| 21 | 4 juillet 1989    | Goiânia                 | Uruguay - Bolivie | 3-0   | Copa América 1989                                                          |
| 22 | 3 septembre 1989  | La Paz                  | Bolivie - Uruguay | 2-1   | Qualification pour la Coupe du monde 1990                                  |
| 23 | 17 septembre 1989 | Montevideo              | Uruguay - Bolivie | 2-0   | Qualification pour la Coupe du monde 1990                                  |
| 24 | 7 juillet 1991    | Valparaíso              | Uruguay - Bolivie | 1-1   | Copa América 1991                                                          |
| 25 | 8 août 1993       | La Paz                  | Bolivie - Uruguay | 3-1   | Qualification pour la Coupe du monde 1994                                  |
| 26 | 12 septembre 1993 | Montevideo              | Uruguay - Bolivie | 2-1   | Qualification pour la Coupe du monde 1994                                  |
| 27 | 16 juillet 1995   | Paysandu                | Uruguay - Bolivie | 2-1   | Copa América 1995 (quart de finale)                                        |
| 28 | 8 octobre 1996    | Montevideo              | Uruguay - Bolivie | 1-0   | Qualification pour la Coupe du monde 1998                                  |
| 29 | 18 juin 1997      | La Paz                  | Bolivie - Uruguay | 1-0   | Copa América 1997                                                          |
| 30 | 20 juillet 1997   | La Paz                  | Bolivie - Uruguay | 1-0   | Qualification pour la Coupe du monde 1998                                  |
| 31 | 29 mars 2000      | Montevideo              | Uruguay - Bolivie | 1-0   | Qualification pour la Coupe du monde 2002                                  |
| 32 | 15 novembre 2000  | La Paz                  | Bolivie - Uruguay | 0-0   | Qualification pour la Coupe du monde 2002                                  |
| 33 | 13 juillet 2001   | Medellin                | Uruguay - Bolivie | 1-0   | Copa América 2001                                                          |
| 34 | 7 septembre 2003  | Montevideo              | Uruguay - Bolivie | 5-0   | Qualifications pour la Coupe du monde 2006                                 |
| 35 | 12 octobre 2004   | La Paz                  | Bolivie - Uruguay | 0-0   | Qualifications pour la Coupe du monde 2006                                 |
| 36 | 13 octobre 2007   | Montevideo              | Uruguay - Bolivie | 5-0   | Qualifications pour la Coupe du monde 2010                                 |
| 37 | 14 octobre 2008   | La Paz                  | Bolivie - Uruguay | 2-2   | Qualifications pour la Coupe du monde 2010                                 |
| 38 | 7 octobre 2011    | Montevideo              | Uruguay - Bolivie | 4-2   | Qualifications pour la Coupe du monde 2014                                 |
| 39 | 16 octobre 2012   | La Paz                  | Bolivie - Uruguay | 4-1   | Qualifications pour la Coupe du monde 2014                                 |
| 40 | 8 octobre 2015    | La Paz                  | Bolivie - Uruguay | 0-2   | Éliminatoires de la Coupe du monde de football 2018 : zone Amérique du Sud |
| 41 | 10 octobre 2017   | Montevideo              | Uruguay - Bolivie | 4-2   | Éliminatoires de la Coupe du monde de football 2018 : zone Amérique du Sud |
| 42 | 24 Juin 2021      | Cuiabá                  | Bolivie - Uruguay | 0-2   | Copa america 2021                                                          |
| 43 | 5 Septembre 2021  | Montevideo              | Uruguay - Bolivie | 4-2   | FIFA 2022 Qualification                                                    |
| 44 | 16 Novembre 2021  | La Paz                  | Bolivie - Uruguay | 3-0   | FIFA 2022 Qualification                                                    |
| 45 | 21 November 2023  | Montevideo              | Uruguay - Bolivie | 3-0   | FIFA 2026 Qualification                                                    |
| 46 | 28 Juin 2024      | East Rutehrford         | Uruguay - Bolivie | 5-0   | Copa America 2024 (Groupe C)                                               |
| 47 | 25 Mars 2025      | La Paz                  | Bolivie - Uruguay | 0-0   | FIFA 2026 Qualification                                                    |

#### Bilan
- Total de matchs disputés : 47
- Victoires de l'Uruguay : 36
- Victoires de la Bolivie : 9
- Matchs nuls : 8
- Total de buts marqués par l'Uruguay : 113
- Total de buts marqués par la Bolivie : 29

### Bulgarie
Confrontations entre l'équipe de Bulgarie de football et l'équipe d'Uruguay de football en matchs officiels :
| Date         | Lieu    | Match              | Score | Compétition                                   |
| ------------ | ------- | ------------------ | ----- | --------------------------------------------- |
| 19 juin 1974 | Hanovre | Uruguay - Bulgarie | 1-1   | Coupe du monde de football de 1974 (Groupe 3) |

#### Bilan
Au 21 juillet 2018 :
- Total de matchs disputés : 1
- Victoires de l'équipe de Bulgarie : 0
- Victoires de l'équipe d'Uruguay : 0
- Matchs nuls : 1

## C

### Canada

#### Confrontations
Confrontations entre le Canada et l'Uruguay en matchs officiels.
|   | Date              | Lieu           | Match            | Score     | Compétition                     |
| - | ----------------- | -------------- | ---------------- | --------- | ------------------------------- |
| 1 | 2 février 1986    | Miami          | Uruguay - Canada | 3-1       | Match amical                    |
| 2 | 27 septembre 2022 | Bratislava     | Canada - Uruguay | 0-2       | Match amical                    |
| 3 | 13 Juillet 2024   | North Caroilna | Canada - Uruguay | 2-2 (3-4) | Copa America 2024 (3iéme Place) |

#### Bilan
- Total de matchs disputés : 3
- Victoires de l'Uruguay : 2
- Victoires du Canada : 0
- Matchs nuls : 1
- Total de buts marqués par l'Uruguay : 7
- Total de buts marqués par le Canada :3

### Chili

#### Confrontations
Confrontations entre l'Uruguay et le Chili en matchs officiels.
|    | Date               | Lieu           | Match           | Score           | Compétition                                                                    |
| -- | ------------------ | -------------- | --------------- | --------------- | ------------------------------------------------------------------------------ |
| 1  | 29 mai 1910        | Buenos Aires   | Uruguay - Chili | 3-0             | Copa Centenario Revolución de Mayo                                             |
| 2  | 2 juillet 1916     | Buenos Aires   | Uruguay - Chili | 4-0             | Championnat sud-américain de football de 1916                                  |
| 3  | 14 juillet 1916    | Montevideo     | Uruguay - Chili | 4-1             | Match amical                                                                   |
| 4  | 30 septembre 1917  | Montevideo     | Uruguay - Chili | 4-0             | Championnat sud-américain de football de 1917                                  |
| 5  | 17 mai 1919        | Rio de Janeiro | Uruguay - Chili | 2-0             | Championnat sud-américain de football de 1919                                  |
| 6  | 3 octobre 1920     | Valparaíso     | Chili - Uruguay | 1-2             | Championnat sud-américain de football de 1920                                  |
| 7  | 23 septembre 1922  | Rio de Janeiro | Uruguay - Chili | 2-0             | Championnat sud-américain de football de 1922                                  |
| 8  | 12 octobre 1924    | Santiago       | Chili - Uruguay | 0-1             | Match amical                                                                   |
| 9  | 19 octobre 1924    | Montevideo     | Uruguay - Chili | 5-0             | Championnat sud-américain de football de 1924                                  |
| 10 | 17 octobre 1926    | Santiago       | Chili - Uruguay | 1-3             | Championnat sud-américain de football de 1926                                  |
| 11 | 10 décembre 1927   | Santiago       | Chili - Uruguay | 2-3             | Match amical                                                                   |
| 12 | 18 janvier 1935    | Lima           | Uruguay - Chili | 2-1             | Championnat sud-américain de football de 1935                                  |
| 13 | 10 janvier 1937    | Buenos Aires   | Chili - Uruguay | 3-0             | Championnat sud-américain de football de 1937                                  |
| 14 | 29 janvier 1939    | Lima           | Uruguay - Chili | 3-2             | Championnat sud-américain de football de 1939                                  |
| 15 | 12 mars 1940       | Montevideo     | Uruguay - Chili | 3-2             | Match amical                                                                   |
| 16 | 16 février 1941    | Santiago       | Chili - Uruguay | 0-2             | Championnat sud-américain de football de 1941                                  |
| 17 | 10 janvier 1942    | Montevideo     | Uruguay - Chili | 6-1             | Championnat sud-américain de football de 1942                                  |
| 18 | 18 février 1945    | Santiago       | Chili - Uruguay | 1-0             | Championnat sud-américain de football de 1945                                  |
| 19 | 16 janvier 1946    | Buenos Aires   | Uruguay - Chili | 1-0             | Championnat sud-américain de football de 1946                                  |
| 20 | 6 décembre 1947    | Guayaquil      | Uruguay - Chili | 6-0             | Championnat sud-américain de football de 1947                                  |
| 21 | 8 mai 1949         | Belo Horizonte | Chili - Uruguay | 3-1             | Championnat sud-américain de football de 1949                                  |
| 22 | 7 avril 1950       | Santiago       | Chili - Uruguay | 1-5             | Match amical                                                                   |
| 23 | 9 avril 1950       | Santiago       | Chili - Uruguay | 2-1             | Match amical                                                                   |
| 24 | 13 avril 1952      | Santiago       | Chili - Uruguay | 2-0             | Championnat panaméricain de football 1952                                      |
| 25 | 1er mars 1953      | Lima           | Chili - Uruguay | 3-2             | Championnat sud-américain de football de 1953                                  |
| 26 | 13 mars 1955       | Santiago       | Chili - Uruguay | 2-2             | Championnat sud-américain de football de 1955                                  |
| 27 | 6 février 1956     | Montevideo     | Uruguay - Chili | 2-1             | Championnat sud-américain de football de 1956                                  |
| 28 | 1er avril 1957     | Lima           | Uruguay - Chili | 2-0             | Championnat sud-américain de football de 1957                                  |
| 29 | 2 avril 1959       | Buenos Aires   | Chili - Uruguay | 1-0             | Championnat sud-américain de football de 1959                                  |
| 30 | 1er juin 1960      | Santiago       | Chili - Uruguay | 2-3             | Match amical                                                                   |
| 31 | 5 juin 1960        | Montevideo     | Uruguay - Chili | 2-2             | Match amical                                                                   |
| 32 | 12 octobre 1961    | Santiago       | Chili - Uruguay | 2-3             | Match amical                                                                   |
| 33 | 23 mars 1963       | Montevideo     | Uruguay - Chili | 3-2             | Match amical                                                                   |
| 34 | 24 juillet 1963    | Santiago       | Chili - Uruguay | 0-0             | Match amical                                                                   |
| 35 | 9 mai 1965         | Santiago       | Chili - Uruguay | 0-0             | Match amical                                                                   |
| 36 | 16 mai 1965        | Montevideo     | Uruguay - Chili | 1-1             | Match amical                                                                   |
| 37 | 21 janvier 1967    | Montevideo     | Uruguay - Chili | 2-2             | Championnat sud-américain de football de 1967                                  |
| 38 | 13 juillet 1969    | Santiago       | Chili - Uruguay | 0-0             | Qualifications pour la Coupe du monde 1970 (zone AmSud - gr. 3)                |
| 39 | 10 août 1969       | Montevideo     | Uruguay - Chili | 2-0             | Qualifications pour la Coupe du monde 1970 (zone AmSud - gr. 3)                |
| 40 | 27 octobre 1971    | Montevideo     | Uruguay - Chili | 3-0             | Match amical                                                                   |
| 41 | 3 novembre 1971    | Santiago       | Chili - Uruguay | 5-0             | Match amical                                                                   |
| 42 | 4 juin 1975        | Montevideo     | Uruguay - Chili | 1-0             | Match amical                                                                   |
| 43 | 25 juin 1975       | Santiago       | Chili - Uruguay | 1-3             | Match amical                                                                   |
| 44 | 6 octobre 1976     | Santiago       | Chili - Uruguay | 0-0             | Match amical                                                                   |
| 45 | 30 janvier 1977    | Montevideo     | Uruguay - Chili | 3-0             | Match amical                                                                   |
| 46 | 11 juillet 1979    | Santiago       | Chili - Uruguay | 1-0             | Match amical                                                                   |
| 47 | 18 juillet 1979    | Montevideo     | Uruguay - Chili | 2-1             | Match amical                                                                   |
| 48 | 21 août 1980       | Montevideo     | Uruguay - Chili | 0-0             | Match amical                                                                   |
| 49 | 29 avril 1981      | Santiago       | Chili - Uruguay | 1-2             | Match amical                                                                   |
| 50 | 15 juillet 1981    | Montevideo     | Uruguay - Chili | 0-0             | Match amical                                                                   |
| 51 | 1er septembre 1983 | Montevideo     | Uruguay - Chili | 2-1             | Copa América 1983 (gr. A)                                                      |
| 52 | 11 septembre 1983  | Santiago       | Chili - Uruguay | 2-0             | Copa América 1983 (gr. A)                                                      |
| 53 | 24 mars 1985       | Santiago       | Chili - Uruguay | 2-0             | Qualifications pour la Coupe du monde 1986 (zone AmSud - gr. 2)                |
| 54 | 7 avril 1985       | Montevideo     | Uruguay - Chili | 2-1             | Qualifications pour la Coupe du monde 1986 (zone AmSud - gr. 2)                |
| 55 | 16 octobre 1985    | Santiago       | Chili - Uruguay | 1-0             | Match amical                                                                   |
| 56 | 12 juillet 1987    | Buenos Aires   | Uruguay - Chili | 1-0             | Copa América 1987 (finale)                                                     |
| 57 | 1er novembre 1988  | Santiago       | Chili - Uruguay | 1-1             | Match amical                                                                   |
| 58 | 9 novembre 1988    | Montevideo     | Uruguay - Chili | 3-1             | Match amical                                                                   |
| 59 | 19 juin 1989       | Montevideo     | Uruguay - Chili | 2-2             | Match amical                                                                   |
| 60 | 6 juillet 1989     | Goiânia        | Uruguay - Chili | 3-0             | Copa América 1989 (gr. B)                                                      |
| 61 | 30 mai 1991        | Santiago       | Chili - Uruguay | 2-1             | Match amical                                                                   |
| 62 | 26 juin 1991       | Montevideo     | Uruguay - Chili | 2-1             | Match amical                                                                   |
| 63 | 12 novembre 1996   | Santiago       | Chili - Uruguay | 1-0             | Qualification pour la Coupe du monde 1998 : zone Amérique du Sud               |
| 64 | 20 août 1997       | Montevideo     | Uruguay - Chili | 1-0             | Qualification pour la Coupe du monde 1998 : zone Amérique du Sud               |
| 65 | 24 mai 1998        | Santiago       | Chili - Uruguay | 2-2             | Match amical                                                                   |
| 66 | 13 juillet 1999    | Asuncion       | Chili - Uruguay | 1-1 (tab : 3-5) | Copa América 1999 (demi-finale)                                                |
| 67 | 3 juin 2000        | Montevideo     | Uruguay - Chili | 2-1             | Qualification pour la Coupe du monde 2002 : zone Amérique du Sud               |
| 68 | 24 avril 2001      | Santiago       | Chili - Uruguay | 0-1             | Qualification pour la Coupe du monde 2002 : zone Amérique du Sud               |
| 69 | 15 novembre 2003   | Montevideo     | Uruguay - Chili | 2-1             | Qualification pour la Coupe du monde 2006 : zone Amérique du Sud               |
| 70 | 26 mars 2005       | Santiago       | Chili - Uruguay | 1-1             | Qualification pour la Coupe du monde 2006 : zone Amérique du Sud               |
| 71 | 18 novembre 2007   | Montevideo     | Uruguay - Chili | 2-2             | Éliminatoires de la Coupe du monde de football 2010 : zone Amérique du Sud     |
| 72 | 1er avril 2009     | Santiago       | Chili - Uruguay | 0-0             | Éliminatoires de la Coupe du monde de football 2010 : zone Amérique du Sud     |
| 73 | 17 novembre 2010   | Santiago       | Chili - Uruguay | 2-0             | Match amical                                                                   |
| 74 | 8 juillet 2011     | Mendoza        | Chili - Uruguay | 1-1             | Copa América 2011 (gr. C)                                                      |
| 75 | 11 novembre 2011   | Montevideo     | Uruguay - Chili | 4-0             | Éliminatoires de la Coupe du monde de football 2014 : zone Amérique du Sud     |
| 76 | 26 mars 2013       | Santiago       | Chili - Uruguay | 2-0             | Éliminatoires de la Coupe du monde de football 2014 : zone Amérique du Sud     |
| 77 | 18 novembre 2014   | Santiago       | Chili - Uruguay | 1-2             | Match amical                                                                   |
| 78 | 24 juin 2015       | Santiago       | Chili - Uruguay | 1-0             | Copa América 2015 (quart de finale)                                            |
| 79 | 17 novembre 2015   | Montevideo     | Uruguay - Chili | 3-0             | Éliminatoires de la Coupe du monde de football 2018 : zone Amérique du Sud     |
| 80 | 15 novembre 2016   | Santiago       | Chili - Uruguay | 3-1             | Éliminatoires de la Coupe du monde de football 2018 : zone Amérique du Sud     |
| 81 | 24 juin 2019       | Rio de Janeiro | Chili - Uruguay | 0-1             | Copa América 2019 (gr. C)                                                      |
| 82 | 9 Octobre 2020     | Montevideo     | Uruguay - Chili | 2-1             | WC 2022 Qualification                                                          |
| 83 | 21 Juin 2021       | Cuiabá         | Uruguay - Chili | 1-1             | Copa america 2021                                                              |
| 84 | 29 Mars 2022       | Santiago       | Chili - Uruguay | 0-2             | WC 2022 Qualification                                                          |
| 85 | 12 Septembre 2023  | Montevideo     | Uruguay - Chili | 3-1             | Éliminatoires de la zone Amérique du Sud de la Coupe du monde de football 2026 |

#### Bilan
- Total de matchs disputés : 85
- Victoires du Chili : 18
- Victoires de l'Uruguay :
- Matchs nuls : 19
- Total de buts marqués par le Chili : 83
- Total de buts marqués par  l'Uruguay : 150

### Chine

#### Confrontations
Confrontations entre la Chine et l'Uruguay en matchs officiels.
|   | Date            | Lieu     | Match           | Score | Compétition               |
| - | --------------- | -------- | --------------- | ----- | ------------------------- |
| 1 | 22 février 1982 | Calcutta | Chine - Uruguay | 0-0   | Coupe Nehru 1982          |
| 2 | 2 mars 1982     | Calcutta | Chine - Uruguay | 0-2   | Coupe Nehru 1982 (finale) |
| 3 | 17 juillet 1996 | Pékin    | Chine - Uruguay | 1-1   | Match amical              |
| 4 | 16 janvier 2000 | Canton   | Chine - Uruguay | 1-0   | Match amical              |
| 5 | 16 mai 2002     | Shenyang | Chine - Uruguay | 0-2   | Match amical              |
| 6 | 12 octobre 2010 | Wuhan    | Chine - Uruguay | 0-4   | Match amical              |

#### Bilan
Au 21 juillet 2018 :
- Total de matchs disputés : 6
- Victoires de l'Uruguay : 3
- Victoires de la Chine : 1
- Matchs nuls : 2
- Total de buts marqués par l'Uruguay : 9
- Total de buts marqués par la Chine : 2

### Colombie

#### Confrontations
Confrontations entre l'Uruguay et la Colombie en matchs officiels.
|    | Date              | Lieu           | Match              | Score           | Compétition                                                                      |
| -- | ----------------- | -------------- | ------------------ | --------------- | -------------------------------------------------------------------------------- |
| 1  | 28 janvier 1945   | Santiago       | Colombie - Uruguay | 0-7             | Championnat sud-américain de football de 1945                                    |
| 2  | 2 décembre 1947   | Guayaquil      | Colombie - Uruguay | 0-2             | Championnat sud-américain de football de 1947                                    |
| 3  | 25 avril 1949     | São Paulo      | Colombie - Uruguay | 2-2             | Championnat sud-américain de football de 1949                                    |
| 4  | 17 mars 1957      | Lima           | Colombie - Uruguay | 1-0             | Championnat sud-américain de football de 1957                                    |
| 5  | 16 juin 1957      | Bogota         | Colombie - Uruguay | 1-1             | Tours préliminaires à la Coupe du monde de football 1958 : zone Amérique du Sud  |
| 6  | 30 juin 1957      | Montevideo     | Uruguay - Colombie | 1-0             | Tours préliminaires à la Coupe du monde de football 1958 : zone Amérique du Sud  |
| 7  | 30 mai 1962       | Arica          | Uruguay - Colombie | 2-1             | Coupe du monde 1962 (Groupe A)                                                   |
| 8  | 2 juillet 1969    | Cali           | Colombie - Uruguay | 0-1             | Match amical                                                                     |
| 9  | 24 juin 1973      | Bogota         | Colombie - Uruguay | 0-0             | Tours préliminaires à la Coupe du monde de football 1974 : zone Amérique du Sud  |
| 10 | 5 juillet 1973    | Montevideo     | Uruguay - Colombie | 0-1             | Tours préliminaires à la Coupe du monde de football 1974 : zone Amérique du Sud  |
| 11 | 21 septembre 1975 | Bogota         | Colombie - Uruguay | 3-0             | Copa América 1975 (demi-finale)                                                  |
| 12 | 1er octobre 1975  | Montevideo     | Uruguay - Colombie | 1-0             | Copa América 1975 (demi-finale)                                                  |
| 13 | 15 octobre 1976   | Bogota         | Colombie - Uruguay | 1-2             | Match amical                                                                     |
| 14 | 9 août 1981       | Montevideo     | Uruguay - Colombie | 3-2             | Tours préliminaires à la Coupe du monde de football 1982 : zone Amérique du Sud  |
| 15 | 13 septembre 1981 | Bogota         | Colombie - Uruguay | 1-1             | Tours préliminaires à la Coupe du monde de football 1982 : zone Amérique du Sud  |
| 16 | 24 février 1985   | Montevideo     | Uruguay - Colombie | 3-0             | Match amical                                                                     |
| 17 | 28 avril 1985     | Bogota         | Colombie - Uruguay | 2-1             | Match amical                                                                     |
| 18 | 7 août 1988       | Bogota         | Colombie - Uruguay | 2-1             | Match amical                                                                     |
| 19 | 6 août 1989       | Montevideo     | Uruguay - Colombie | 0-0             | Match amical                                                                     |
| 20 | 2 février 1990    | Miami          | Uruguay - Colombie | 2-0             | Match amical                                                                     |
| 21 | 15 juillet 1991   | Viña del Mar   | Uruguay - Colombie | 1-0             | Copa América 1991 (gr. B)                                                        |
| 22 | 3 juillet 1993    | Guayaquil      | Colombie - Uruguay | 1-1 (tab : 5-3) | Copa América 1993 (quart de finale)                                              |
| 23 | 22 mars 1995      | Medellín       | Colombie - Uruguay | 2-1             | Match amical                                                                     |
| 24 | 19 juillet 1995   | Montevideo     | Uruguay - Colombie | 2-0             | Copa América 1995 (demi-finale)                                                  |
| 25 | 7 juillet 1996    | Barranquilla   | Colombie - Uruguay | 3-1             | Qualification pour la Coupe du monde 1998 : zone Amérique du Sud                 |
| 26 | 8 juin 1997       | Montevideo     | Uruguay - Colombie | 1-1             | Qualification pour la Coupe du monde 1998 : zone Amérique du Sud                 |
| 27 | 1er juillet 1999  | Asuncion       | Colombie - Uruguay | 1-0             | Copa América 1999 (gr. C)                                                        |
| 28 | 15 août 2000      | Bogota         | Colombie - Uruguay | 1-0             | Tours préliminaires à la Coupe du monde de football 2002 : zone Amérique du Sud  |
| 29 | 7 octobre 2001    | Montevideo     | Uruguay - Colombie | 1-1             | Tours préliminaires à la Coupe du monde de football 2002 : zone Amérique du Sud  |
| 30 | 6 juin 2004       | Barranquilla   | Colombie - Uruguay | 5-0             | Phase qualificative de la Coupe du monde de football 2006 : zone Amérique du Sud |
| 31 | 24 juillet 2004   | Cuzco          | Colombie - Uruguay | 1-2             | Copa América 2004 (match pour la 3e place)                                       |
| 32 | 4 septembre 2005  | Montevideo     | Uruguay - Colombie | 3-2             | Phase qualificative de la Coupe du monde de football 2006 : zone Amérique du Sud |
| 33 | 7 février 2007    | Cúcuta         | Colombie - Uruguay | 1-3             | Match amical                                                                     |
| 34 | 6 février 2008    | Montevideo     | Uruguay - Colombie | 2-2             | Match amical                                                                     |
| 35 | 6 septembre 2008  | Bogota         | Colombie - Uruguay | 0-1             | Éliminatoires de la Coupe du monde de football 2010 : zone Amérique du Sud       |
| 36 | 9 septembre 2009  | Montevideo     | Uruguay - Colombie | 3-1             | Éliminatoires de la Coupe du monde de football 2010 : zone Amérique du Sud       |
| 37 | 7 septembre 2012  | Barranquilla   | Colombie - Uruguay | 4-0             | Éliminatoires de la Coupe du monde de football 2014 : zone Amérique du Sud       |
| 38 | 10 septembre 2013 | Montevideo     | Uruguay - Colombie | 2-0             | Éliminatoires de la Coupe du monde de football 2014 : zone Amérique du Sud       |
| 39 | 28 juin 2014      | Rio de Janeiro | Colombie - Uruguay | 2-0             | Coupe du monde 2014 (huitième de finale)                                         |
| 40 | 13 octobre 2015   | Montevideo     | Uruguay - Colombie | 1-0             | Éliminatoires de la Coupe du monde de football 2018 : zone Amérique du Sud       |
| 41 | 11 octobre 2016   | Barranquilla   | Colombie - Uruguay | 2-2             | Éliminatoires de la Coupe du monde de football 2018 : zone Amérique du Sud       |
| 42 | 13 Novembre 2020  | Barranquilla   | Colombie - Uruguay | 0-3             | Qualification coupe du monde 2022                                                |
| 43 | 4 Juillet 2021    | Brasília       | Colombie - Uruguay | 0-0 (4-2)       | Copa america 2021                                                                |
| 44 | 7 Octobre 2021    | Montevideo     | Uruguay - Colombie | 0-0             | Qualification coupe du monde 2022                                                |
| 45 | 12 Octobre 2023   | Barranquilla   | Colombie - Uruguay | 2-2             | Qualification coupe du monde 2026                                                |
| 46 | 9 Juillet 2024    | Charlotte      | Uruguay - Colombie | 0-1             | Copa América 2024 (Demi-finales)                                                 |
| 47 | 14 Novembre 2024  | Montevideo     | Uruguay - Colombie | 3-2             | Qualification coupe du monde 2026                                                |

#### Bilan
- Total de matchs disputés : 47
- Victoires de la Colombie :
- Victoires de l'Uruguay :
- Matchs nuls : 12
- Total de buts marqués par la Colombie : 56
- Total de buts marqués par l'Uruguay : 69

### Corée du Sud
Confrontations entre l'équipe de Corée du Sud de football et l'équipe d'Uruguay de football  :
|    | Date             | Lieu           | Match                  | Score | Compétition                                     |
| -- | ---------------- | -------------- | ---------------------- | ----- | ----------------------------------------------- |
| 1  | 20 février 1982  | Calcutta       | Corée du Sud - Uruguay | 2-2   | Coupe Nehru 1982                                |
| 2  | 21 juin 1990     | Udine          | Uruguay - Corée du Sud | 1-0   | Coupe du monde 1990 (gr. E)                     |
| 3  | 13 février 2002  | Montevideo     | Uruguay - Corée du Sud | 2-1   | Match amical                                    |
| 4  | 8 juin 2003      | Séoul          | Corée du Sud - Uruguay | 0-2   | Match amical                                    |
| 5  | 24 mars 2007     | Séoul          | Corée du Sud - Uruguay | 0-2   | Match amical                                    |
| 6  | 26 juin 2010     | Port Elizabeth | Uruguay - Corée du Sud | 2-1   | Coupe du monde 2010 (huitième de finale)        |
| 7  | 8 septembre 2014 | Goyang         | Corée du Sud - Uruguay | 0-1   | Match amical                                    |
| 8  | 12 octobre 2018  | Séoul          | Corée du Sud - Uruguay | 2-1   | Match amical                                    |
| 9  | 24 novembre 2022 | Al Rayyan      | Uruguay - Corée du Sud | 0-0   | Groupe H de la Coupe du monde de football 2022. |
| 10 | 28 mars 2023     | Séoul          | Corée du Sud - Uruguay | 1-2   | Match amical                                    |

#### Bilan
- Total de matchs disputés : 10
- Victoires de la Corée du Sud : 1
- Victoires de l'Uruguay : 7
- Matchs nuls : 2
- Total de buts marqués par la Corée du Sud : 7
- Total de buts marqués par l'Uruguay : 15

### Costa Rica
Confrontations entre le Costa Rica et l'Uruguay
|    | Date             | Lieu       | Match                | Score           | Compétition                                                   |
| -- | ---------------- | ---------- | -------------------- | --------------- | ------------------------------------------------------------- |
| 1  | 4 février 1990   | Miami      | Uruguay - Costa-Rica | 2-0             | Tournoi amical                                                |
| 2  | 14 mai 1991      | San José   | Costa-Rica - Uruguay | 0-1             | Match amical                                                  |
| 3  | 2 août 1992      | Montevideo | Uruguay - Costa-Rica | 2-1             | Match amical                                                  |
| 4  | 18 août 1999     | Montevideo | Uruguay - Costa-Rica | 5-4             | Match amical                                                  |
| 5  | 16 juillet 2001  | Medellín   | Uruguay - Costa-Rica | 1-1             | Copa América 2001 (gr. C)                                     |
| 6  | 22 juillet 2001  | Armenia    | Uruguay - Costa-Rica | 2-1             | Copa América 2001 (quart de finale)                           |
| 7  | 14 novembre 2009 | San José   | Costa-Rica - Uruguay | 0-1             | Éliminatoires de la Coupe du monde de football 2010 : barrage |
| 8  | 18 novembre 2009 | Montevideo | Uruguay - Costa-Rica | 1-1             | Éliminatoires de la Coupe du monde de football 2010 : barrage |
| 9  | 14 juin 2014     | Fortaleza  | Uruguay - Costa-Rica | 1-3             | Coupe du monde 2014 (gr. D)                                   |
| 10 | 13 novembre 2014 | Montevideo | Uruguay - Costa-Rica | 1-1 (tab : 6-7) | Match amical                                                  |
| 11 | 8 septembre 2015 | San José   | Costa-Rica - Uruguay | 1-0             | Match amical                                                  |
| 12 | 6 septembre 2019 | San José   | Costa-Rica - Uruguay | 1-2             | Match amical                                                  |

#### Bilan
Au 3 novembre 2019 :
- Total de matchs disputés : 12
- Victoires du Costa Rica : 2
- Victoires de l'Uruguay : 7
- Matchs nuls : 3
- Total de buts marqués par l'Uruguay : 22
- Total de buts marqués par le Costa Rica : 18

### Côte d'Ivoire
Confrontations entre la Côte d'Ivoire et le Uruguay :
|   | Date         | Lieu | Match                   | Score | Compétition  |
| - | ------------ | ---- | ----------------------- | ----- | ------------ |
| 1 | 26 mars 2024 | Lens | Côte d'Ivoire - Uruguay | 2-1   | Match amical |

#### Bilan
- Total de matchs disputés : 1
- Victoires de la Côte d'Ivoire :
- Victoires de l'Uruguay :
- Match nul : 0
- Total de buts marqués par la Côte d'Ivorie : 2
- Total de buts marqués par l'Uruguay : 1

### Cuba
Confrontations entre Cuba et l'Uruguay en matchs officiels : 
|   | Date         | Lieu       | Match          | Score | Compétition  |
| - | ------------ | ---------- | -------------- | ----- | ------------ |
| 1 | 20 juin 2023 | Montevideo | Uruguay - Cuba | 2-0   | Match amical |

#### Bilan
Au 22 juin 2023 : 
- Total de matchs disputés : 1
- Victoires de l'Uruguay : 1
- Victoires de l'Cuba : 0
- Match nul : 0
- Total de buts marqués par l' Uruguay : 2
- Total de buts marqués par l' Cuba : 0

## D

### Danemark
Confrontations entre l'équipe du Danemark de football et l'équipe d'Uruguay de football en matchs officiels 
|   | Date          | Lieu           | Match              | Score | Compétition                                |
| - | ------------- | -------------- | ------------------ | ----- | ------------------------------------------ |
| 1 | 8 juin 1986   | Nezahualcoyotl | Danemark - Uruguay | 6-1   | Coupe du monde de football de 1986 (gr. E) |
| 2 | 1er juin 2002 | Ulsan          | Danemark - Uruguay | 2-1   | Coupe du monde de football de 2002 (gr. A) |

#### Bilan
Au 21 juillet 2018 :
- Total de matchs disputés : 2
- Victoires de l'équipe du Danemark : 2
- Victoires de l'équipe d'Uruguay : 0
- Matchs nuls : 0

## E

### Écosse
Confrontations entre l'équipe d'Écosse de football et l'équipe d'Uruguay de football en matchs officiels :
|   | Date              | Lieu           | Match            | Score | Compétition                 |
| - | ----------------- | -------------- | ---------------- | ----- | --------------------------- |
| 1 | 19 juin 1954      | Bâle           | Uruguay - Écosse | 7-0   | Coupe du monde 1954 (gr. C) |
| 2 | 2 mai 1962        | Glasgow        | Écosse - Uruguay | 2-3   | Match amical                |
| 3 | 21 septembre 1983 | Glasgow        | Écosse - Uruguay | 2-0   | Match amical                |
| 4 | 13 juin 1986      | Nezahualcoyotl | Écosse - Uruguay | 0-0   | Coupe du monde 1986 (gr. E) |

#### Bilan
Au 22 juillet 2018 :
- Total de matchs disputés : 4
- Victoires de l'Uruguay : 2
- Victoires de l'Écosse : 1
- Matchs nuls : 1
- Total de buts marqués par l'Uruguay : 10
- Total de buts marqués par l'Écosse : 4

### Égypte

#### Confrontations
Confrontations entre l'Égypte et l'Uruguay en matchs officiels.
|   | Date         | Lieu           | Match            | Score | Compétition                 |
| - | ------------ | -------------- | ---------------- | ----- | --------------------------- |
| 1 | 16 août 2006 | Alexandrie     | Égypte - Uruguay | 0 - 2 | Match amical                |
| 2 | 15 juin 2018 | Iekaterinbourg | Égypte - Uruguay | 0 - 1 | Coupe du monde 2018 (gr. A) |

#### Bilan
Au 21 juillet 2018 :
- Total de matchs disputés : 2
- Victoires de l'Uruguay : 2
- Victoires de l'Égypte : 0
- Matchs nuls : 0
- Total de buts marqués par l'Uruguay : 3
- Total de buts marqués par l'Égypte : 0

### Émirats arabes unis
|   | Date             | Lieu  | Match                         | Score | Compétition                           |
| - | ---------------- | ----- | ----------------------------- | ----- | ------------------------------------- |
| 1 | 13 décembre 1997 | Riyad | Uruguay - Émirats arabes unis | 2-0   | Coupe des confédérations 1997 (gr. B) |

#### Bilan
Au 21 juillet 2018 :
- Total de matchs disputés : 1
- Victoire de l'équipe des Émirats arabes unis : 0
- Victoire de l'équipe d'Uruguay : 1
- Match nul : 0

### Équateur

#### Confrontations
Confrontations entre l'Équateur et l'Uruguay en matchs officiels.
|    | Date              | Lieu           | Match              | Score | Compétition                                                                    |
| -- | ----------------- | -------------- | ------------------ | ----- | ------------------------------------------------------------------------------ |
| 1  | 22 janvier 1939   | Lima           | Uruguay - Équateur | 6-0   | Championnat sud-américain de football de 1939                                  |
| 2  | 9 février 1941    | Santiago       | Uruguay - Équateur | 6-0   | Championnat sud-américain de football de 1941                                  |
| 3  | 18 janvier 1942   | Montevideo     | Uruguay - Équateur | 7-0   | Championnat sud-américain de football de 1942                                  |
| 4  | 24 janvier 1945   | Santiago       | Uruguay - Équateur | 5-1   | Championnat sud-américain de football de 1945                                  |
| 5  | 16 décembre 1947  | Guayaquil      | Équateur - Uruguay | 1-6   | Championnat sud-américain de football de 1947                                  |
| 6  | 13 avril 1949     | Rio de Janeiro | Uruguay - Équateur | 3-2   | Championnat sud-américain de football de 1949                                  |
| 7  | 23 mars 1953      | Lima           | Uruguay - Équateur | 6-0   | Championnat sud-américain de football de 1953                                  |
| 8  | 23 mars 1955      | Santiago       | Uruguay - Équateur | 5-1   | Championnat sud-américain de football de 1955                                  |
| 9  | 7 mars 1957       | Lima           | Uruguay - Équateur | 2-1   | Championnat sud-américain de football de 1957                                  |
| 10 | 6 décembre 1959   | Guayaquil      | Équateur - Uruguay | 0-4   | Championnat sud-américain de football de 1959                                  |
| 11 | 6 juillet 1969    | Guayaquil      | Équateur - Uruguay | 0-2   | Qualifications pour la Coupe du monde 1970 (zone AmSud - gr. 3)                |
| 12 | 20 juillet 1969   | Montevideo     | Uruguay - Équateur | 1-0   | Qualifications pour la Coupe du monde 1970 (zone AmSud - gr. 3)                |
| 13 | 1er juillet 1973  | Guayaquil      | Équateur - Uruguay | 1-2   | Qualifications pour la Coupe du monde 1974 (zone AmSud - gr. 2)                |
| 14 | 8 juillet 1973    | Montevideo     | Uruguay - Équateur | 4-0   | Qualifications pour la Coupe du monde 1974 (zone AmSud - gr. 2)                |
| 15 | 20 octobre 1976   | Guayaquil      | Équateur - Uruguay | 2-2   | Match amical                                                                   |
| 16 | 4 janvier 1977    | Montevideo     | Uruguay - Équateur | 1-1   | Match amical                                                                   |
| 17 | 5 septembre 1979  | Guayaquil      | Équateur - Uruguay | 2-1   | Copa América 1979 (gr. C)                                                      |
| 18 | 16 septembre 1979 | Montevideo     | Uruguay - Équateur | 2-1   | Copa América 1979 (gr. C)                                                      |
| 19 | 10 mars 1985      | Montevideo     | Uruguay - Équateur | 2-1   | Qualifications pour la Coupe du monde 1986 (zone AmSud - gr. 2)                |
| 20 | 31 mars 1985      | Quito          | Équateur - Uruguay | 0-2   | Qualifications pour la Coupe du monde 1986 (zone AmSud - gr. 2)                |
| 21 | 19 juin 1987      | Montevideo     | Uruguay - Équateur | 2-1   | Match amical                                                                   |
| 22 | 27 septembre 1988 | Asuncion       | Uruguay - Équateur | 2-1   | Tournoi amical                                                                 |
| 23 | 3 mai 1989        | Montevideo     | Uruguay - Équateur | 3-1   | Match amical                                                                   |
| 24 | 23 mai 1989       | Quito          | Équateur - Uruguay | 1-1   | Match amical                                                                   |
| 25 | 2 juillet 1989    | Goiânia        | Équateur - Uruguay | 1-0   | Copa América 1989 (gr. B)                                                      |
| 26 | 9 juillet 1991    | Viña del Mar   | Équateur - Uruguay | 1-1   | Copa América 1991 (gr. B)                                                      |
| 27 | 4 juillet 1992    | Montevideo     | Uruguay - Équateur | 3-1   | Match amical                                                                   |
| 28 | 22 juin 1993      | Quito          | Équateur - Uruguay | 2-1   | Copa América 1993 (gr. A)                                                      |
| 29 | 1er août 1993     | Montevideo     | Uruguay - Équateur | 0-0   | Qualification pour la Coupe du monde 1994 (zone AmSud - gr. B)                 |
| 30 | 5 septembre 1993  | Guayaquil      | Équateur - Uruguay | 0-1   | Qualification pour la Coupe du monde 1994 (zone AmSud - gr. B)                 |
| 31 | 12 février 1997   | Quito          | Équateur - Uruguay | 4-0   | Qualification pour la Coupe du monde 1998 : zone Amérique du Sud               |
| 32 | 16 novembre 1997  | Maldonado      | Uruguay - Équateur | 5-3   | Qualification pour la Coupe du monde 1998 : zone Amérique du Sud               |
| 33 | 4 juillet 1999    | Luque          | Uruguay - Équateur | 2-1   | Copa América 1999 (gr. C)                                                      |
| 34 | 12 octobre 1999   | Montevideo     | Uruguay - Équateur | 0-0   | Match amical                                                                   |
| 35 | 3 septembre 2000  | Montevideo     | Uruguay - Équateur | 4-0   | Qualification pour la Coupe du monde 2002 : zone Amérique du Sud               |
| 36 | 7 novembre 2001   | Quito          | Équateur - Uruguay | 1-1   | Qualification pour la Coupe du monde 2002 : zone Amérique du Sud               |
| 37 | 10 juillet 2004   | Chiclayo       | Uruguay - Équateur | 2-1   | Copa América 2004 (gr. B)                                                      |
| 38 | 5 septembre 2004  | Montevideo     | Uruguay - Équateur | 1-0   | Qualification pour la Coupe du monde 2006 : zone Amérique du Sud               |
| 39 | 8 octobre 2005    | Quito          | Équateur - Uruguay | 0-0   | Qualification pour la Coupe du monde 2006 : zone Amérique du Sud               |
| 40 | 10 septembre 2008 | Montevideo     | Uruguay - Équateur | 0-0   | Éliminatoires de la Coupe du monde de football 2010 : zone Amérique du Sud     |
| 41 | 12 octobre 2009   | Quito          | Équateur - Uruguay | 1-2   | Éliminatoires de la Coupe du monde de football 2010 : zone Amérique du Sud     |
| 42 | 11 septembre 2012 | Montevideo     | Équateur - Uruguay | 1-1   | Éliminatoires de la Coupe du monde de football 2014 : zone Amérique du Sud     |
| 43 | 11 octobre 2013   | Quito          | Équateur - Uruguay | 1-0   | Éliminatoires de la Coupe du monde de football 2014 : zone Amérique du Sud     |
| 44 | 12 novembre 2015  | Quito          | Équateur - Uruguay | 2-1   | Éliminatoires de la Coupe du monde de football 2018 : zone Amérique du Sud     |
| 45 | 10 novembre 2016  | Montevideo     | Uruguay - Équateur | 2-1   | Éliminatoires de la Coupe du monde de football 2018 : zone Amérique du Sud     |
| 46 | 16 juin 2019      | Belo Horizonte | Uruguay - Équateur | 4-0   | Copa América 2019 (gr. C)                                                      |
| 47 | 13 octobre 2020   | Quito          | Équateur - Uruguay | 4-2   | Éliminatoires de la Coupe du monde de football 2022 : zone Amérique du Sud     |
| 48 | 9 septembre 2021  | Montevideo     | Uruguay - Équateur | 1-0   | Éliminatoires de la Coupe du monde de football 2022 : zone Amérique du Sud     |
| 49 | 12 septembre 2023 | Quito          | Équateur - Uruguay | 2-1   | Éliminatoires de la zone Amérique du Sud de la Coupe du monde de football 2026 |
| 50 | 15 Octobre 2024   | Montevideo     | Uruguay - Équateur | 0-0   | Éliminatoires de la zone Amérique du Sud de la Coupe du monde de football 2026 |

#### Bilan
Au 15 septembre 2023 :
- Total de matchs disputés : 50
- Victoires de l'Uruguay :
- Victoires de l'Équateur :
- Matchs nuls : 11
- Total de buts marqués par l'Uruguay : 114
- Total de buts marqués par l'Équateur : 40

### Espagne
Confrontations entre l'équipe d'Espagne de football et l'équipe d'Uruguay de football en matchs officiels :
|    | Date             | Lieu       | Match             | Score | Compétition                           |
| -- | ---------------- | ---------- | ----------------- | ----- | ------------------------------------- |
| 1  | 9 juillet 1950   | São Paulo  | Uruguay - Espagne | 2-2   | Coupe du monde 1950 (tour final)      |
| 2  | 23 juin 1966     | La Corogne | Espagne - Uruguay | 1-1   | Match amical                          |
| 3  | 23 mai 1972      | Madrid     | Espagne - Uruguay | 2-0   | Match amical                          |
| 4  | 24 mai 1978      | Montevideo | Uruguay - Espagne | 0-0   | Match amical                          |
| 5  | 13 juin 1990     | Udine      | Espagne - Uruguay | 0-0   | Coupe du monde 1990 (gr. E)           |
| 6  | 4 septembre 1991 | Oviedo     | Espagne - Uruguay | 2-1   | Match amical                          |
| 7  | 18 janvier 1995  | La Corogne | Espagne - Uruguay | 2-2   | Match amical                          |
| 8  | 17 août 2005     | Gijón      | Espagne - Uruguay | 2-0   | Match amical                          |
| 9  | 6 février 2013   | Doha       | Espagne - Uruguay | 3-1   | Match amical                          |
| 10 | 16 juin 2013     | Recife     | Espagne - Uruguay | 2-1   | Coupe des confédérations 2013 (gr. B) |

#### Bilan
Au 21 juillet 2018 :
- Total de matchs disputés : 10
- Victoires de l'équipe d'Espagne : 5
- Victoires de l'équipe d'Uruguay : 0
- Matchs nuls : 5
- Buts marqués par l'équipe d'Espagne : 16
- Buts marqués par l'équipe d'Uruguay : 8

### Estonie

#### Confrontations
Confrontations entre l'Estonie et l'Uruguay en matchs officiels.
|   | Date         | Lieu   | Match             | Score | Compétition  |
| - | ------------ | ------ | ----------------- | ----- | ------------ |
| 1 | 25 mars 2011 | Tallin | Estonie - Uruguay | 2-0   | Match amical |
| 2 | 23 juin 2011 | Rivera | Uruguay - Estonie | 3-0   | Match amical |

#### Bilan
Au 21 juillet 2018 :
- Total de matchs disputés : 2
- Victoires de l'Uruguay : 1
- Victoires de l'Estonie : 1
- Matchs nuls : 0
- Total de buts marqués par l'Uruguay : 3
- Total de buts marqués par l'Estonie : 2

### États-Unis

#### Confrontations
Confrontations entre les États-Unis et l'Uruguay en matchs officiels.
|   | Date              | Lieu        | Match                | Score | Compétition                               |
| - | ----------------- | ----------- | -------------------- | ----- | ----------------------------------------- |
| 1 | 29 mai 1924       | Paris       | Uruguay - États-Unis | 3-0   | Jeux olympiques 1924 (huitième de finale) |
| 2 | 7 février 1986    | Miami       | États-Unis - Uruguay | 1-1   | Match amical                              |
| 3 | 5 mai 1991        | Denver      | États-Unis - Uruguay | 1-0   | Match amical                              |
| 4 | 16 juin 1993      | Ambato      | Uruguay - États-Unis | 1-0   | Copa América 1993 (gr. A)                 |
| 5 | 23 mai 1995       | Dallas      | États-Unis - Uruguay | 2-2   | Match amical                              |
| 6 | 12 mai 2002       | Washington  | États-Unis - Uruguay | 2-1   | Match amical                              |
| 7 | 10 septembre 2019 | Saint Louis | États-Unis - Uruguay | 1-1   | Match amical                              |
| 8 | 5 juin 2022       | Kansas City | États-Unis - Uruguay | 0-0   | Match amical                              |
| 9 | 1er juillet 2024  | Kansas City | États-Unis - Uruguay | 0-1   | Copa América 2024 (gr. C)                 |

#### Bilan
- Total de matchs disputés : 9
- Victoires de l'Uruguay : 3
- Victoires des États-Unis : 2
- Matchs nuls : 4
- Total de buts marqués par l'Uruguay : 10
- Total de buts marqués par les États-Unis : 7

## F

### Finlande

#### Confrontations
Confrontations entre la Finlande et l'Uruguay en matchs officiels.
|   | Date            | Lieu       | Match              | Score | Compétition  |
| - | --------------- | ---------- | ------------------ | ----- | ------------ |
| 1 | 8 décembre 1980 | Montevideo | Uruguay - Finlande | 6-0   | Match amical |
| 2 | 14 février 1985 | Montevideo | Uruguay - Finlande | 2-1   | Match amical |

#### Bilan
Au 21 juillet 2018 :
- Total de matchs disputés : 2
- Victoires de l'Uruguay : 2
- Victoires de la Finlande : 0
- Matchs nuls : 0
- Total de buts marqués par l'Uruguay : 8
- Total de buts marqués par la Finlande : 1

### France
Confrontations entre l'équipe de France de football et l'équipe d'Uruguay de football.
|    | Date             | Lieu           | Match            | Score | Compétition                            |
| -- | ---------------- | -------------- | ---------------- | ----- | -------------------------------------- |
| 1  | 1er juin 1924    | Colombes       | France - Uruguay | 1-5   | Jeux olympiques 1924 (quart de finale) |
| 2  | 15 juillet 1966  | Londres        | Uruguay - France | 2-1   | Coupe du monde 1966 (gr. A)            |
| 3  | 21 août 1985     | Paris          | France - Uruguay | 2-0   | Trophée Artemio-Franchi                |
| 4  | 6 juin 2002      | Pusan          | France - Uruguay | 0-0   | Coupe du monde 2002 (gr. A)            |
| 5  | 19 novembre 2008 | Saint-Denis    | France - Uruguay | 0-0   | Match amical                           |
| 6  | 11 juin 2010     | Le Cap         | Uruguay - France | 0-0   | Coupe du monde 2010 (gr. A)            |
| 7  | 15 août 2012     | Le Havre       | France - Uruguay | 0-0   | Match amical                           |
| 8  | 5 juin 2013      | Montevideo     | Uruguay - France | 1-0   | Match amical                           |
| 9  | 6 juillet 2018   | Nijni Novgorod | Uruguay - France | 0-2   | Coupe du monde 2018 (quart de finale)  |
| 10 | 20 novembre 2018 | Saint-Denis    | France - Uruguay | 1-0   | Match amical                           |

#### Bilan
Au 20 novembre 2018 :
- Total de matchs disputés : 10
- Victoires de l'Uruguay : 3
- Victoires de la France : 3
- Matchs nuls : 4
- Total de buts marqués par l'Uruguay : 8
- Total de buts marqués par la France : 7

## G

### Géorgie
Confrontations entre la Géorgie et l'Uruguay.
|   | Date             | Lieu     | Match             | Score | Compétition  |
| - | ---------------- | -------- | ----------------- | ----- | ------------ |
| 1 | 15 décembre 2006 | Tbilissi | Géorgie - Uruguay | 2-0   | Match amical |

#### Bilan
Au 21 juillet 2018 :
- Total de matchs disputés : 1
- Victoires de l'Uruguay : 0
- Victoires de la Géorgie : 1
- Matchs nuls : 0
- Total de buts marqués par l'Uruguay : 0
- Total de buts marqués par la Géorgie : 2

### Ghana
Confrontations entre l'Uruguay et le Ghana :
|   | Date            | Lieu          | Match           | Score           | Compétition                           |
| - | --------------- | ------------- | --------------- | --------------- | ------------------------------------- |
| 1 | 2 juillet 2010  | Johannesbourg | Uruguay - Ghana | 1-1, 4-2 t.a.b. | Coupe du monde 2010 (quart de finale) |
| 2 | 2 Décembre 2022 | Al Wakrah     | Ghana - Uruguay | 0-2             | Coupe de monde 2022 ( Groupe H)       |

#### Bilan
- Total de matchs disputés : 2
- Victoires de l'équipe d'Uruguay : 1
- Victoires de l'équipe du Ghana : 0
- Match nul : 1

### Guatemala

#### Confrontations
Confrontations entre le Guatemala et l'Uruguay en matchs officiels.
|   | Date        | Lieu       | Match               | Score | Compétition  |
| - | ----------- | ---------- | ------------------- | ----- | ------------ |
| 1 | 6 juin 2015 | Montevideo | Uruguay - Guatemala | 5-1   | Match amical |

#### Bilan
Au 21 juillet 2018 :
- Total de matchs disputés : 1
- Victoires de l'Uruguay : 1
- Victoires du Guatemala : 0
- Matchs nuls : 0
- Total de buts marqués par l'Uruguay : 5
- Total de buts marqués par le Guatemala : 1

## H

### Haïti

#### Confrontations
Confrontations entre Haïti et l'Uruguay en matchs officiels.
|   | Date         | Lieu           | Match           | Score | Compétition  |
| - | ------------ | -------------- | --------------- | ----- | ------------ |
| 1 | 6 juin 1973  | Port-au-Prince | Haïti - Uruguay | 0-0   | Match amical |
| 2 | 23 mars 1974 | Port-au-Prince | Haïti - Uruguay | 0-1   | Match amical |
| 3 | 25 mars 1974 | Port-au-Prince | Haïti - Uruguay | 0-0   | Match amical |

#### Bilan
Au 21 juillet 2018 :
- Total de matchs disputés : 3
- Victoires de l'Uruguay : 1
- Victoires d'Haïti : 0
- Matchs nuls : 2
- Total de buts marqués par l'Uruguay : 1
- Total de buts marqués par Haïti : 0

### Honduras

#### Confrontations
Confrontations entre le Honduras et l'Uruguay en matchs officiels.
|   | Date            | Lieu     | Match              | Score           | Compétition                                |
| - | --------------- | -------- | ------------------ | --------------- | ------------------------------------------ |
| 1 | 19 juillet 2001 | Medellín | Honduras - Uruguay | 1-0             | Copa América 2001 (gr. C)                  |
| 2 | 29 juillet 2001 | Bogota   | Honduras - Uruguay | 2-2 (tab : 5-4) | Copa América 2001 (match pour la 3e place) |

#### Bilan
Au 21 juillet 2018 :
- Total de matchs disputés : 2
- Victoires de l'Uruguay : 0
- Victoires du Honduras : 1
- Matchs nuls : 1
- Total de buts marqués par l'Uruguay : 2
- Total de buts marqués par le Honduras : 3

### Hongrie
Confrontations en matchs officiels entre la Hongrie et l'Uruguay :
|   | Date             | Lieu       | Match             | Score    | Compétition                       |
| - | ---------------- | ---------- | ----------------- | -------- | --------------------------------- |
| 1 | 30 juin 1954     | Lausanne   | Hongrie - Uruguay | 4-2 a.p. | Coupe du monde 1954 (demi-finale) |
| 2 | 23 décembre 1961 | Montevideo | Uruguay - Hongrie | 1-1      | Match amical                      |
| 3 | 18 avril 1962    | Budapest   | Hongrie - Uruguay | 1-1      | Match amical                      |
| 4 | 17 février 2000  | Maldonado  | Uruguay - Hongrie | 2-0      | Match amical                      |
| 5 | 15 novembre 2019 | Budapest   | Hongrie - Uruguay | 1-2      | Match amical                      |

#### Bilan
Au 15 novembre 2019 :
- Total de matchs disputés : 5
- Victoires de l'équipe de Hongrie : 1
- Victoires de l'équipe d'Uruguay : 2
- Match nul : 2

## I

### Inde

#### Confrontations
Confrontations entre l'Inde et l'Uruguay en matchs officiels.
|   | Date            | Lieu     | Match          | Score | Compétition      |
| - | --------------- | -------- | -------------- | ----- | ---------------- |
| 1 | 25 février 1982 | Calcutta | Inde - Uruguay | 1-3   | Coupe Nehru 1982 |

#### Bilan
Au 21 juillet 2018 :
- Total de matchs disputés : 1
- Victoires de l'Uruguay : 1
- Victoires de l'Inde : 0
- Matchs nuls : 0
- Total de buts marqués par l'Uruguay : 3
- Total de buts marqués par l'Inde : 1

### Indonésie

#### Confrontations
Confrontations entre l'Indonésie et l'Uruguay en matchs officiels.
|   | Date           | Lieu    | Match               | Score | Compétition  |
| - | -------------- | ------- | ------------------- | ----- | ------------ |
| 1 | 21 avril 1974  | Jakarta | Indonésie - Uruguay | 2-3   | Match amical |
| 2 | 8 octobre 2010 | Jakarta | Indonésie - Uruguay | 1-7   | Match amical |

#### Bilan
Au 21 juillet 2018 :
- Total de matchs disputés : 2
- Victoires de l'Uruguay : 2
- Victoires de l'Indonésie : 0
- Matchs nuls : 0
- Total de buts marqués par l'Uruguay : 10
- Total de buts marqués par l'Indonésie : 3

### Iran

#### Confrontations
Confrontations entre l'Iran et l'Uruguay en matchs officiels.
|   | Date              | Lieu         | Match          | Score           | Compétition    |
| - | ----------------- | ------------ | -------------- | --------------- | -------------- |
| 1 | 4 février 2003    | Hong Kong    | Iran - Uruguay | 1-1 (tab : 2-4) | Tournoi amical |
| 2 | 23 septembre 2022 | Sankt Pölten | Iran - Uruguay | 1-0             | Tournoi amical |

#### Bilan
Au 26 septembre 2022 :
- Total de matchs disputés : 2
- Victoires de l'Uruguay : 0
- Victoires de l'Iran : 1
- Matchs nuls : 1
- Total de buts marqués par l'Uruguay : 1
- Total de buts marqués par l'Iran : 2

### Irlande

#### Confrontations
Confrontations entre l'Irlande et l'Uruguay en matchs officiels.
|   | Date          | Lieu       | Match             | Score | Compétition  |
| - | ------------- | ---------- | ----------------- | ----- | ------------ |
| 1 | 8 mai 1974    | Montevideo | Uruguay - Irlande | 2-0   | Match amical |
| 2 | 23 avril 1986 | Dublin     | Irlande - Uruguay | 1-1   | Match amical |
| 3 | 29 mars 2011  | Dublin     | Irlande - Uruguay | 2-3   | Match amical |
| 4 | 4 juin 2017   | Dublin     | Irlande - Uruguay | 3-1   | Match amical |

#### Bilan
Au 21 juillet 2018 :
- Total de matchs disputés : 4
- Victoires de l'Uruguay : 2
- Victoires de l'Irlande : 1
- Matchs nuls : 1
- Total de buts marqués par l'Uruguay : 7
- Total de buts marqués par l'Irlande : 6

### Irlande du Nord

#### Confrontations
Confrontations entre l'Irlande du Nord et l'Uruguay en matchs officiels.
|   | Date          | Lieu       | Match                     | Score | Compétition  |
| - | ------------- | ---------- | ------------------------- | ----- | ------------ |
| 1 | 29 avril 1964 | Belfast    | Irlande du Nord - Uruguay | 3-0   | Match amical |
| 2 | 18 mai 1990   | Belfast    | Irlande du Nord - Uruguay | 1-0   | Match amical |
| 3 | 21 mai 2006   | New York   | Uruguay - Irlande du Nord | 1-0   | Match amical |
| 4 | 30 mai 2014   | Montevideo | Uruguay - Irlande du Nord | 1-0   | Match amical |

#### Bilan
Au 21 juillet 2018 :
- Total de matchs disputés : 4
- Victoires de l'Uruguay : 2
- Victoires de l'Irlande du Nord : 2
- Matchs nuls : 0
- Total de buts marqués par l'Uruguay : 2
- Total de buts marqués par l'Irlande du Nord : 4

### Israël
|   | Date              | Lieu           | Match            | Score | Compétition                 |
| - | ----------------- | -------------- | ---------------- | ----- | --------------------------- |
| 1 | 15 juin 1966      | Tel-Aviv-Jaffa | Israël - Uruguay | 1-2   | Match amical                |
| 2 | 2 juin 1970       | Puebla         | Uruguay - Israël | 2-0   | Coupe du monde 1970 (gr. 2) |
| 3 | 19 juillet 1973   | Tel-Aviv-Jaffa | Israël - Uruguay | 1-2   | Match amical                |
| 4 | 26 septembre 1983 | Tel-Aviv-Jaffa | Israël - Uruguay | 2-2   | Match amical                |
| 5 | 20 septembre 1995 | Jérusalem      | Israël - Uruguay | 3-1   | Match amical                |
| 6 | 26 mai 2010       | Montevideo     | Uruguay - Israël | 4-1   | Match amical                |

#### Bilan
Au 21 juillet 2018 :
- Total de matchs disputés : 6
- Victoires de l'Uruguay : 4
- Victoires d'Israël : 1
- Matchs nuls : 1
- Total de buts marqués par l'Uruguay : 13
- Total de buts marqués par Israël : 8

### Italie
Confrontations en matchs officiels entre l'Italie et Uruguay :
|    | Date             | Lieu       | Match            | Score           | Compétition                                            |
| -- | ---------------- | ---------- | ---------------- | --------------- | ------------------------------------------------------ |
| 1  | 7 juin 1928      | Amsterdam  | Uruguay - Italie | 3-2             | Jeux olympiques 1928 (demi-finale)                     |
| 2  | 6 juin 1970      | Puebla     | Italie - Uruguay | 0-0             | Coupe du monde 1970 (gr. B)                            |
| 3  | 15 mars 1980     | Milan      | Italie - Uruguay | 1-0             | Match amical                                           |
| 4  | 3 janvier 1981   | Montevideo | Uruguay - Italie | 2-0             | Mundialito                                             |
| 5  | 22 avril 1989    | Vérone     | Italie - Uruguay | 1-1             | Match amical                                           |
| 6  | 25 juin 1990     | Rome       | Italie - Uruguay | 2-0             | Coupe du monde 1990 (huitième de finale)               |
| 7  | 17 avril 2002    | Milan      | Italie - Uruguay | 1-1             | Match amical                                           |
| 8  | 15 novembre 2011 | Rome       | Italie - Uruguay | 0-1             | Match amical                                           |
| 9  | 30 juin 2013     | Salvador   | Uruguay - Italie | 2-2 (2-3 t.a.b) | Coupe des confédérations 2013 (match pour la 3e place) |
| 10 | 24 juin 2014     | Natal      | Italie - Uruguay | 0-1             | Coupe du monde 2014 (gr. D)                            |
| 11 | 7 juin 2017      | Nice       | Italie - Uruguay | 3-0             | Match amical                                           |

#### Bilan
Au 21 juillet 2018 :
- Total de matchs disputés : 11
- Victoires de l'Uruguay : 4
- Victoires de l'Italie : 3
- Matchs nuls : 4
- Total de buts marqués par l'Uruguay : 11
- Total de buts marqués par l'Italie : 12

## J

### Jamaïque
Confrontations entre la Jamaïque et l'Uruguay.
|   | Date            | Lieu        | Match              | Score | Compétition                     |
| - | --------------- | ----------- | ------------------ | ----- | ------------------------------- |
| 1 | 28 juin 1974    | Kingston    | Jamaïque - Uruguay | 0-3   | Match amical                    |
| 2 | 14 janvier 2000 | Kingston    | Jamaïque - Uruguay | 0-2   | Match amical                    |
| 3 | 18 février 2004 | Kingston    | Jamaïque - Uruguay | 2-0   | Match amical                    |
| 4 | 13 juin 2015    | Antofagasta | Uruguay - Jamaïque | 1-0   | Copa América 2015 (gr. B)       |
| 5 | 13 juin 2016    | Santa Clara | Uruguay - Jamaïque | 3-0   | Copa América Centenario (gr. C) |

#### Bilan
Au 21 juillet 2018 :
- Total de matchs disputés : 5
- Victoires de l'Uruguay : 4
- Victoires de la Jamaïque : 1
- Matchs nuls : 0
- Total de buts marqués par l'Uruguay : 9
- Total de buts marqués par la Jamaïque : 2

### Japon
Confrontations entre l'Uruguay et le Japon :
|   | Date             | Lieu         | Match           | Score | Compétition               |
| - | ---------------- | ------------ | --------------- | ----- | ------------------------- |
| 1 | 26 mai 1985      | Tokyo        | Japon - Uruguay | 1-4   | Match amical              |
| 2 | 25 août 1996     | Osaka        | Japon - Uruguay | 5-3   | Match amical              |
| 3 | 28 mars 2003     | Tokyo        | Japon - Uruguay | 2-2   | Match amical              |
| 4 | 20 août 2008     | Sapporo      | Japon - Uruguay | 1-3   | Match amical              |
| 5 | 14 août 2013     | Rifu         | Japon - Uruguay | 2-4   | Match amical              |
| 6 | 5 septembre 2014 | Sapporo      | Japon - Uruguay | 0-2   | Match amical              |
| 7 | 16 octobre 2018  | Saitama      | Japon - Uruguay | 4-3   | Match amical              |
| 8 | 20 juin 2019     | Porto Alegre | Uruguay - Japon | 2-2   | Copa América 2019 (gr. C) |
| 9 | 24 mars 2023     | Tokyo        | Japon - Uruguay | 1-1   | Match amical              |

#### Bilan
Au 6 avril 2023 :
- Total de matchs disputés : 9
- Victoires de l'Uruguay : 4
- Matchs nuls : 3
- Victoires du Japon : 2
- Total de buts marqués par l'Uruguay : 24
- Total de buts marqués par le Japon : 18

### Jordanie
Confrontations entre l'Uruguay et la Jordanie :
|   | Date             | Lieu       | Match              | Score | Compétition                                                   |
| - | ---------------- | ---------- | ------------------ | ----- | ------------------------------------------------------------- |
| 1 | 13 novembre 2013 | Amman      | Jordanie - Uruguay | 0-5   | Éliminatoires de la Coupe du monde de football 2014 : barrage |
| 2 | 20 novembre 2013 | Montevideo | Uruguay - Jordanie | 0-0   | Éliminatoires de la Coupe du monde de football 2014 : barrage |

#### Bilan
Au 21 juillet 2018 :
- Total de matchs disputés : 2
- Victoires de l'équipe d'Uruguay : 1
- Match nul : 1
- Victoire de l'équipe de Jordanie : 0

## L

### Libye
Confrontations entre la Libye et l'Uruguay.
|   | Date            | Lieu    | Match           | Score | Compétition    |
| - | --------------- | ------- | --------------- | ----- | -------------- |
| 1 | 30 mai 2006     | Radès   | Libye - Uruguay | 1-2   | Tournoi amical |
| 2 | 11 février 2009 | Tripoli | Libye - Uruguay | 2-3   | Match amical   |

#### Bilan
Au 21 juillet 2018 :
- Total de matchs disputés : 2
- Victoires de l'Uruguay : 2
- Victoires de la Libye : 0
- Matchs nuls : 0
- Total de buts marqués par l'Uruguay : 5
- Total de buts marqués par la Libye : 3

### Luxembourg

#### Confrontations
Confrontations entre le Luxembourg et l'Uruguay en matchs officiels.
|   | Date         | Lieu             | Match                | Score | Compétition  |
| - | ------------ | ---------------- | -------------------- | ----- | ------------ |
| 1 | 26 mars 1980 | Esch-sur-Alzette | Luxembourg - Uruguay | 0-1   | Match amical |

#### Bilan
Au 21 juillet 2018 :
- Total de matchs disputés : 1
- Victoires de l'Uruguay : 1
- Victoires du Luxembourg : 0
- Matchs nuls : 0
- Total de buts marqués par l'Uruguay : 1
- Total de buts marqués par le Luxembourg : 0

## M

### Malaisie
Confrontations entre la Malaisie et l'Uruguay.
|   | Date          | Lieu  | Match              | Score | Compétition      |
| - | ------------- | ----- | ------------------ | ----- | ---------------- |
| 1 | 1er juin 1985 | Tokyo | Uruguay - Malaisie | 6-0   | Coupe Kirin 1985 |

#### Bilan
Au 21 juillet 2018 :
- Total de matchs disputés : 1
- Victoires de l'Uruguay : 1
- Victoires de la Malaisie : 0
- Matchs nuls : 0
- Total de buts marqués par l'Uruguay : 6
- Total de buts marqués par la Malaisie : 0

### Maroc
Confrontations entre l'Uruguay et le Maroc :
|   | Date          | Lieu       | Match           | Score | Compétition  |
| - | ------------- | ---------- | --------------- | ----- | ------------ |
| 1 | 25 avril 1964 | Casablanca | Maroc - Uruguay | 0-1   | Match amical |
| 2 | 28 mars 2015  | Agadir     | Maroc - Uruguay | 0-1   | Match amical |

#### Bilan
Au 21 juillet 2018 :
- Total de matchs disputés : 2
- Victoires de l'Uruguay : 2
- Victoires du Maroc : 0
- Matchs nuls : 0
- Total de buts marqués par l'Uruguay : 2
- Total de buts marqués par le Maroc : 0

### Mexique
Confrontations entre le Mexique et l'Uruguay en matchs officiels :
|    | Date             | Lieu        | Match             | Score | Compétition                                |
| -- | ---------------- | ----------- | ----------------- | ----- | ------------------------------------------ |
| 1  | 23 mars 1952     | Santiago    | Uruguay - Mexique | 3-1   | Championnat panaméricain de football 1952  |
| 2  | 19 juillet 1966  | Londres     | Uruguay - Mexique | 0-0   | Coupe du monde de football de 1966 (gr. A) |
| 3  | 21 mai 1968      | Mexico      | Mexique - Uruguay | 3-3   | Match amical                               |
| 4  | 28 mai 1968      | Mexico      | Mexique - Uruguay | 2-2   | Match amical                               |
| 5  | 26 octobre 1968  | Montevideo  | Uruguay - Mexique | 0-2   | Match amical                               |
| 6  | 31 octobre 1984  | Montevideo  | Uruguay - Mexique | 1-1   | Match amical                               |
| 7  | 13 avril 1986    | Los Angeles | Mexique - Uruguay | 1-0   | Match amical                               |
| 8  | 20 mars 1990     | Los Angeles | Mexique - Uruguay | 2-1   | Match amical                               |
| 9  | 7 mai 1991       | Los Angeles | Mexique - Uruguay | 0-2   | Match amical                               |
| 10 | 20 novembre 1991 | Veracruz    | Mexique - Uruguay | 1-1   | Match amical                               |
| 11 | 1er février 1995 | San Diego   | Mexique - Uruguay | 1-0   | Match amical                               |
| 12 | 13 juillet 1995  | Montevideo  | Uruguay - Mexique | 1-1   | Copa América 1995 (gr. A)                  |
| 13 | 25 juillet 2001  | Pereira     | Mexique - Uruguay | 2-1   | Copa América 2001 (demi-finale)            |
| 14 | 15 octobre 2003  | Chicago     | Uruguay - Mexique | 2-0   | Match amical                               |
| 15 | 7 juillet 2004   | Chiclayo    | Uruguay - Mexique | 2-2   | Copa América 2004 (gr. B)                  |
| 16 | 26 octobre 2005  | Guadalajara | Mexique - Uruguay | 3-1   | Match amical                               |
| 17 | 14 juillet 2007  | Caracas     | Uruguay-Mexique   | 1-3   | Copa América 2007 (match pour la 3e place) |
| 18 | 22 juin 2010     | Rustenburg  | Mexique-Uruguay   | 0-1   | Coupe du monde 2010 (gr. A)                |
| 19 | 12 juillet 2011  | La Plata    | Uruguay - Mexique | 1-0   | Copa América 2011 (gr. A)                  |
| 20 | 5 juin 2016      | Glendale    | Mexique - Uruguay | 3-1   | Copa América Centenario (gr. C)            |
| 21 | 7 septembre 2018 | Houston     | Mexique-Uruguay   | 1-4   | Match amical                               |
| 22 | 2 juin 2022      | Glendale    | Mexique - Uruguay | 0-3   | Match amical                               |

#### Bilan
Au 6 juillet 2022 :
- Total de matchs disputés : 22
- Victoires de l'Uruguay : 9
- Victoires du Mexique : 8
- Matchs nuls : 7
- Total de buts marqués par l'Uruguay : 34
- Total de buts marqués par le Mexique : 29

## N
Nicaragua 
1| 14 juin 2023| Centenario 🇺🇾| Uruguay 4-1 Nicaragua| match amical 2023
Bilan
. Total de matchs disputés : 1
. 🇺🇾 Victoires de l'équipe d'Uruguay: 1
. 🇸🇻 Victoires de l'équipe Nicaragua: 0
. Match nul: 0

### Nigeria
Confrontations entre l'Uruguay et le Nigeria :
|   | Date         | Lieu     | Match             | Score | Compétition                           |
| - | ------------ | -------- | ----------------- | ----- | ------------------------------------- |
| 1 | 20 juin 2013 | Salvador | Nigeria - Uruguay | 1-2   | Coupe des confédérations 2013 (gr. B) |

#### Bilan
- Total de matchs disputés : 1
- Victoires de l'équipe d'Uruguay : 1
- Victoires de l'équipe du Nigeria : 0
- Match nul : 0

### Norvège
Confrontations entre la Norvège et l'Uruguay.
|   | Date         | Lieu | Match             | Score | Compétition  |
| - | ------------ | ---- | ----------------- | ----- | ------------ |
| 1 | 14 juin 1972 | Oslo | Norvège - Uruguay | 0-1   | Match amical |
| 2 | 28 mai 2008  | Oslo | Norvège - Uruguay | 2-2   | Match amical |

#### Bilan
Au 21 juillet 2018 :
- Total de matchs disputés : 2
- Victoires de l'Uruguay : 1
- Victoires de la Norvège : 0
- Matchs nuls : 1
- Total de buts marqués par l'Uruguay : 3
- Total de buts marqués par la Norvège : 2

## O

### Oman

#### Confrontations
Confrontations entre Oman et l'Uruguay en matchs officiels.
|   | Date            | Lieu    | Match          | Score | Compétition  |
| - | --------------- | ------- | -------------- | ----- | ------------ |
| 1 | 13 octobre 2014 | Mascate | Oman - Uruguay | 0-3   | Match amical |

#### Bilan
Au 21 juillet 2018 :
- Total de matchs disputés : 1
- Victoires de l'Uruguay : 1
- Victoires d'Oman : 0
- Matchs nuls : 0
- Total de buts marqués par l'Uruguay : 3
- Total de buts marqués par Oman : 0

### Ouzbékistan
Confrontations entre l'Uruguay et l'Ouzbékistan :
|   | Date         | Lieu       | Match                 | Score | Compétition  |
| - | ------------ | ---------- | --------------------- | ----- | ------------ |
| 1 | 7 juin 2018  | Montevideo | Uruguay - Ouzbékistan | 3-0   | Match amical |
| 2 | 22 mars 2019 | Nanning    | Ouzbékistan - Uruguay | 0-3   | Match amical |

#### Bilan
Au 27 mars 2019 :
- Total de matchs disputés : 2
- Victoires de l'équipe d'Uruguay : 2
- Victoires de l'équipe d'Ouzbékistan : 0
- Match nul : 0

## P

### Panama
Confrontations entre le Panama et l'Uruguay en matchs officiels :
|   | Date             | Lieu          | Match            | Score | Compétition                               |
| - | ---------------- | ------------- | ---------------- | ----- | ----------------------------------------- |
| 1 | 6 avril 1952     | Santiago      | Uruguay - Panama | 6-1   | Championnat panaméricain de football 1952 |
| 2 | 4 septembre 2015 | Panama        | Panama - Uruguay | 0-1   | Match amical                              |
| 3 | 7 juin 2019      | Montevideo    | Uruguay - Panama | 3-0   | Match amical                              |
| 4 | 11 juin 2022     | Montevideo    | Uruguay - Panama | 5-0   | Match amical                              |
| 5 | 23 juin 2024     | Miami Gardens | Uruguay - Panama | 3-1   | Copa América 2024 (1re journée)           |

#### Bilan
- Total de matchs disputés : 5
- Victoires de l'Uruguay : 5
- Victoires du Panama : 0
- Matchs nuls : 0
- Total de buts marqués par l'Uruguay : 18
- Total de buts marqués par le Panama : 2

### Paraguay

#### Confrontations
Confrontations entre le Paraguay et l'Uruguay en matchs officiels.
|    | Date              | Lieu            | Match              | Score           | Compétition                                                                |
| -- | ----------------- | --------------- | ------------------ | --------------- | -------------------------------------------------------------------------- |
| 1  | 9 octobre 1921    | Buenos Aires    | Paraguay - Uruguay | 2-1             | Championnat sud-américain de football de 1921                              |
| 2  | 2 novembre 1921   | Montevideo      | Uruguay - Paraguay | 4-2             | Match amical                                                               |
| 3  | 12 octobre 1922   | Rio de Janeiro  | Paraguay - Uruguay | 1-0             | Championnat sud-américain de football de 1922                              |
| 4  | 4 novembre 1923   | Montevideo      | Uruguay - Paraguay | 2-0             | Championnat sud-américain de football de 1923                              |
| 5  | 26 octobre 1924   | Montevideo      | Uruguay - Paraguay | 3-1             | Championnat sud-américain de football de 1924                              |
| 6  | 14 juillet 1925   | Montevideo      | Uruguay - Paraguay | 0-1             | Match amical                                                               |
| 7  | 18 juillet 1925   | Montevideo      | Uruguay - Paraguay | 0-1             | Match amical                                                               |
| 8  | 15 août 1925      | Asuncion        | Paraguay - Uruguay | 1-0             | Match amical                                                               |
| 9  | 19 août 1925      | Asuncion        | Paraguay - Uruguay | 0-1             | Match amical                                                               |
| 10 | 23 août 1925      | Asuncion        | Paraguay - Uruguay | 0-0             | Match amical                                                               |
| 11 | 1er novembre 1926 | Santiago        | Uruguay - Paraguay | 6-1             | Championnat sud-américain de football de 1926                              |
| 12 | 15 août 1928      | Asuncion        | Paraguay - Uruguay | 3-1             | Match amical                                                               |
| 13 | 19 août 1928      | Asuncion        | Paraguay - Uruguay | 1-1             | Match amical                                                               |
| 14 | 1er novembre 1929 | Buenos Aires    | Paraguay - Uruguay | 3-0             | Championnat sud-américain de football de 1929                              |
| 15 | 2 janvier 1937    | Buenos Aires    | Paraguay - Uruguay | 4-2             | Championnat sud-américain de football de 1937                              |
| 16 | 5 février 1939    | Lima            | Uruguay - Paraguay | 3-1             | Championnat sud-américain de football de 1939                              |
| 17 | 28 janvier 1942   | Montevideo      | Uruguay - Paraguay | 3-1             | Championnat sud-américain de football de 1942                              |
| 18 | 8 février 1946    | Buenos Aires    | Paraguay - Uruguay | 2-1             | Championnat sud-américain de football de 1946                              |
| 19 | 13 décembre 1947  | Guayaquil       | Paraguay - Uruguay | 4-2             | Championnat sud-américain de football de 1947                              |
| 20 | 20 avril 1949     | São Paulo       | Uruguay - Paraguay | 2-1             | Championnat sud-américain de football de 1949                              |
| 21 | 30 avril 1950     | Rio de Janeiro  | Paraguay - Uruguay | 3-2             | Match amical                                                               |
| 22 | 12 mars 1953      | Lima            | Paraguay - Uruguay | 2-2             | Championnat sud-américain de football de 1953                              |
| 23 | 10 avril 1954     | Montevideo      | Uruguay - Paraguay | 1-4             | Match amical                                                               |
| 24 | 18 avril 1954     | Asuncion        | Paraguay - Uruguay | 1-1             | Match amical                                                               |
| 25 | 9 mars 1955       | Santiago        | Uruguay - Paraguay | 3-1             | Championnat sud-américain de football de 1955                              |
| 26 | 21 janvier 1956   | Montevideo      | Uruguay - Paraguay | 4-2             | Championnat sud-américain de football de 1956                              |
| 27 | 12 juillet 1956   | Asuncion        | Paraguay - Uruguay | 2-2             | Match amical                                                               |
| 28 | 14 juillet 1957   | Asuncion        | Paraguay - Uruguay | 5-0             | Qualifications pour la Coupe du monde 1958 (zone AmSud - gr. 3)            |
| 29 | 28 juillet 1957   | Montevideo      | Uruguay - Paraguay | 2-0             | Qualifications pour la Coupe du monde 1958 (zone AmSud - gr. 3)            |
| 30 | 18 mars 1959      | Buenos Aires    | Uruguay - Paraguay | 3-1             | Championnat sud-américain de football de 1959 (Argentine)                  |
| 31 | 1er mai 1959      | Montevideo      | Uruguay - Paraguay | 1-3             | Match amical                                                               |
| 32 | 22 décembre 1959  | Guayaquil       | Paraguay - Uruguay | 1-1             | Championnat sud-américain de football de 1959 (Équateur)                   |
| 33 | 13 juillet 1960   | Montevideo      | Uruguay - Paraguay | 2-1             | Copa del Atlántico 1960                                                    |
| 34 | 25 avril 1965     | Asuncion        | Paraguay - Uruguay | 2-1             | Match amical                                                               |
| 35 | 1er mai 1965      | Montevideo      | Uruguay - Paraguay | 4-0             | Match amical                                                               |
| 36 | 12 mai 1966       | Asuncion        | Paraguay - Uruguay | 2-2             | Match amical                                                               |
| 37 | 18 mai 1966       | Montevideo      | Uruguay - Paraguay | 3-1             | Match amical                                                               |
| 38 | 29 janvier 1967   | Montevideo      | Uruguay - Paraguay | 2-0             | Championnat sud-américain de football de 1967                              |
| 39 | 2 juin 1968       | Asuncion        | Paraguay - Uruguay | 0-0             | Match amical                                                               |
| 40 | 12 juin 1975      | Asuncion        | Paraguay - Uruguay | 0-1             | Match amical                                                               |
| 41 | 19 juin 1975      | Montevideo      | Uruguay - Paraguay | 0-1             | Match amical                                                               |
| 42 | 10 mars 1976      | Montevideo      | Uruguay - Paraguay | 2-2             | Copa del Atlántico 1976                                                    |
| 43 | 19 mai 1976       | Asuncion        | Paraguay - Uruguay | 1-0             | Copa del Atlántico 1976                                                    |
| 44 | 12 janvier 1977   | Asuncion        | Paraguay - Uruguay | 1-1             | Match amical                                                               |
| 45 | 23 janvier 1977   | Montevideo      | Uruguay - Paraguay | 2-1             | Match amical                                                               |
| 46 | 20 septembre 1979 | Asuncion        | Paraguay - Uruguay | 0-0             | Copa América 1979 (gr. C)                                                  |
| 47 | 26 septembre 1979 | Montevideo      | Uruguay - Paraguay | 2-2             | Copa América 1979 (gr. C)                                                  |
| 48 | 2 juin 1983       | Asuncion        | Paraguay - Uruguay | 0-0             | Match amical                                                               |
| 49 | 9 juin 1983       | Montevideo      | Uruguay - Paraguay | 3-0             | Match amical                                                               |
| 50 | 25 août 1983      | Montevideo      | Uruguay - Paraguay | 0-0             | Match amical                                                               |
| 51 | 3 février 1985    | Montevideo      | Uruguay - Paraguay | 1-0             | Match amical                                                               |
| 52 | 10 février 1985   | Asuncion        | Paraguay - Uruguay | 1-3             | Match amical                                                               |
| 53 | 29 septembre 1988 | Asuncion        | Paraguay - Uruguay | 3-1             | Match amical                                                               |
| 54 | 12 octobre 1988   | Montevideo      | Uruguay - Paraguay | 2-0             | Match amical                                                               |
| 55 | 12 juillet 1989   | Rio de Janeiro  | Uruguay - Paraguay | 3-0             | Copa América 1989 (tour final)                                             |
| 56 | 9 juillet 1995    | Montevideo      | Uruguay - Paraguay | 1-0             | Copa América 1995 (gr. A)                                                  |
| 57 | 2 juin 1996       | Montevideo      | Uruguay - Paraguay | 0-2             | Qualification pour la Coupe du monde 1998 : zone Amérique du Sud           |
| 58 | 30 avril 1997     | Asuncion        | Paraguay - Uruguay | 3-1             | Qualification pour la Coupe du monde 1998 : zone Amérique du Sud           |
| 59 | 17 juin 1999      | Ciudad del Este | Paraguay - Uruguay | 2-3             | Match amical                                                               |
| 60 | 10 juillet 1999   | Asuncion        | Paraguay - Uruguay | 1-1 (tab : 3-5) | Copa América 1999 (quart de finale)                                        |
| 61 | 17 novembre 1999  | Maldonado       | Uruguay - Paraguay | 0-1             | Match amical                                                               |
| 62 | 26 avril 2000     | Asuncion        | Paraguay - Uruguay | 1-0             | Qualification pour la Coupe du monde 2002 : zone Amérique du Sud           |
| 63 | 28 mars 2001      | Montevideo      | Uruguay - Paraguay | 0-1             | Qualification pour la Coupe du monde 2002 : zone Amérique du Sud           |
| 64 | 10 septembre 2003 | Asuncion        | Paraguay - Uruguay | 4-1             | Qualification pour la Coupe du monde 2006 : zone Amérique du Sud           |
| 65 | 18 juillet 2004   | Tacna           | Uruguay - Paraguay | 3-1             | Copa América 2004 (quart de finale)                                        |
| 66 | 17 novembre 2004  | Montevideo      | Uruguay - Paraguay | 1-0             | Qualification pour la Coupe du monde 2006 : zone Amérique du Sud           |
| 67 | 10 octobre 2007   | Asuncion        | Paraguay - Uruguay | 1-0             | Éliminatoires de la Coupe du monde de football 2010 : zone Amérique du Sud |
| 68 | 28 mars 2009      | Montevideo      | Uruguay - Paraguay | 2-0             | Éliminatoires de la Coupe du monde de football 2010 : zone Amérique du Sud |
| 69 | 24 juillet 2011   | Buenos Aires    | Uruguay - Paraguay | 3-0             | Copa América 2011 (finale)                                                 |
| 70 | 11 octobre 2011   | Asuncion        | Paraguay - Uruguay | 1-1             | Éliminatoires de la Coupe du monde de football 2014 : zone Amérique du Sud |
| 71 | 22 mars 2013      | Montevideo      | Uruguay - Paraguay | 1-1             | Éliminatoires de la Coupe du monde de football 2014 : zone Amérique du Sud |
| 72 | 20 juin 2015      | La Serena       | Paraguay - Uruguay | 1-1             | Copa América 2015 (gr. B)                                                  |
| 73 | 6 septembre 2016  | Montevideo      | Uruguay - Paraguay | 4-0             | Éliminatoires de la Coupe du monde de football 2018 : zone Amérique du Sud |
| 74 | 5 septembre 2017  | Asuncion        | Paraguay - Uruguay | 1-2             | Éliminatoires de la Coupe du monde de football 2018 : zone Amérique du Sud |
| 75 | 4 Juin 2021       | Montevideo      | Uruguay - Paraguay | 0-0             | FIFA 2022 Qualification                                                    |
| 76 | 29 Juin 2021      | Rio de Janeiro  | Uruguay - Paraguay | 1-0             | Copa america 2021                                                          |
| 76 | 22 Janvier 2022   | Asuncion        | Paraguay - Uruguay | 0-1             | FIFA 2022 Qualification                                                    |
| 77 | 6 Septembre 2024  | Montevideo      | Uruguay - Paraguay | 0-0             | FIFA 2026 Qualification                                                    |
| 78 | 3 Juin 2025       | Asuncion        | Paraguay - Uruguay | 2-0             | FIFA 2026 Qualification                                                    |

#### Bilan
- Total de matchs disputés : 78
- Victoires de l'Uruguay : 33
- Victoires du Paraguay : 26
- Matchs nuls : 20
- Total de buts marqués par l'Uruguay : 116
- Total de buts marqués par le Paraguay : 96

### Pays-Bas
Confrontations entre l'Uruguay et les Pays-Bas :
|   | Date             | Lieu       | Match              | Score           | Compétition                                        |
| - | ---------------- | ---------- | ------------------ | --------------- | -------------------------------------------------- |
| 1 | 6 juin 1924      | Colombes   | Pays-Bas - Uruguay | 1-2             | Jeux olympiques 1924 (demi-finale)                 |
| 2 | 30 mai 1928      | Amsterdam  | Pays-Bas - Uruguay | 0-2             | Jeux olympiques 1928 (huitième de finale)          |
| 3 | 15 juin 1974     | Hanovre    | Pays-Bas - Uruguay | 2-0             | Coupe du monde de football 1974 (1er tour - gr. 3) |
| 4 | 30 décembre 1980 | Montevideo | Uruguay - Pays-Bas | 2-0             | Mundialito                                         |
| 5 | 6 juillet 2010   | Le Cap     | Uruguay - Pays Bas | 2-3             | Coupe du monde de football 2010 (demi-finale)      |
| 6 | 8 juin 2011      | Montevideo | Uruguay - Pays-Bas | 1-1 (tab : 4-3) | Match amical                                       |

#### Bilan
Au 21 juillet 2018 :
- Total de matchs disputés : 6
- Victoires de l'équipe d'Uruguay : 3
- Victoires de l'équipe des Pays-Bas : 2
- Match nul : 1

### Pays basque
Confrontations entre l'Uruguay et le Pays basque :
|   | Date         | Lieu   | Match                 | Score | Compétition  |
| - | ------------ | ------ | --------------------- | ----- | ------------ |
| 1 | 23 mars 2024 | Bilbao | Pays basque - Uruguay | 1-1   | Match amical |

#### Bilan
Au 30 mars 2024 :
- Total de matchs disputés : 1
- Victoires de l'Uruguay :
- Victoires de l'Pays basque :
- Match nul : 1
- Total de buts marqués par l'Uruguay : 1
- Total de buts marqués par l'Pays basque : 1

### Pays de Galles
Confrontations entre l'Uruguay et le pays de Galles :
|   | Date         | Lieu    | Match                    | Score | Compétition    |
| - | ------------ | ------- | ------------------------ | ----- | -------------- |
| 1 | 21 mai 1986  | Wrexham | Pays de Galles - Uruguay | 0-0   | Match amical   |
| 2 | 26 mars 2018 | Nanning | Pays de Galles - Uruguay | 0-1   | Tournoi amical |

#### Bilan
Au 21 juillet 2018 :
- Total de matchs disputés : 2
- Victoires de l'équipe d'Uruguay : 1
- Victoires de l'équipe du pays de Galles : 0
- Match nul : 1

### Pérou

#### Confrontations
|    | Date              | Lieu           | Match           | Score           | Compétition                                                                |
| -- | ----------------- | -------------- | --------------- | --------------- | -------------------------------------------------------------------------- |
| 1  | 1er novembre 1927 | Lima           | Pérou - Uruguay | 0-4             | Championnat sud-américain de football de 1927                              |
| 2  | 11 novembre 1929  | Buenos Aires   | Uruguay - Pérou | 4-1             | Championnat sud-américain de football de 1929                              |
| 3  | 18 juillet 1930   | Montevideo     | Uruguay - Pérou | 1-0             | Coupe du monde 1930 (gr. 3)                                                |
| 4  | 13 janvier 1935   | Lima           | Pérou - Uruguay | 0-1             | Championnat sud-américain de football de 1935                              |
| 5  | 6 janvier 1937    | Buenos Aires   | Uruguay - Pérou | 4-2             | Championnat sud-américain de football de 1937                              |
| 6  | 12 février 1939   | Lima           | Pérou - Uruguay | 2-1             | Championnat sud-américain de football de 1939                              |
| 7  | 26 février 1941   | Santiago       | Uruguay - Pérou | 2-0             | Championnat sud-américain de football de 1941                              |
| 8  | 1er février 1942  | Montevideo     | Uruguay - Pérou | 3-0             | Championnat sud-américain de football de 1942                              |
| 9  | 26 décembre 1947  | Guayaquil      | Uruguay - Pérou | 1-0             | Championnat sud-américain de football de 1947                              |
| 10 | 4 mai 1949        | Rio de Janeiro | Pérou - Uruguay | 4-3             | Championnat sud-américain de football de 1949                              |
| 11 | 30 mars 1952      | Santiago       | Uruguay - Pérou | 5-2             | Championnat panaméricain de football 1952                                  |
| 12 | 28 mars 1953      | Lima           | Pérou - Uruguay | 0-3             | Championnat sud-américain de football de 1953                              |
| 13 | 30 mars 1955      | Santiago       | Pérou - Uruguay | 2-1             | Championnat sud-américain de football de 1955                              |
| 14 | 28 janvier 1956   | Montevideo     | Uruguay - Pérou | 2-0             | Championnat sud-américain de football de 1956                              |
| 15 | 6 avril 1957      | Lima           | Pérou - Uruguay | 5-3             | Championnat sud-américain de football de 1957                              |
| 16 | 14 mars 1959      | Buenos Aires   | Pérou - Uruguay | 5-3             | Championnat sud-américain de football de 1959 (Argentine)                  |
| 17 | 6 juin 1965       | Lima           | Pérou - Uruguay | 0-1             | Qualification pour la Coupe du monde 1966 (zone AmSud - gr. 1)             |
| 18 | 13 juin 1965      | Montevideo     | Uruguay - Pérou | 2-1             | Qualification pour la Coupe du monde 1966 (zone AmSud - gr. 1)             |
| 19 | 28 juillet 1967   | Lima           | Pérou - Uruguay | 0-1             | Match amical                                                               |
| 20 | 30 juillet 1967   | Lima           | Pérou - Uruguay | 1-2             | Match amical                                                               |
| 21 | 27 juin 1969      | Lima           | Pérou - Uruguay | 1-0             | Match amical                                                               |
| 22 | 31 mars 1970      | Montevideo     | Uruguay - Pérou | 2-0             | Match amical                                                               |
| 23 | 12 octobre 1976   | Lima           | Pérou - Uruguay | 0-0             | Match amical                                                               |
| 24 | 24 novembre 1976  | Montevideo     | Uruguay - Pérou | 0-0             | Match amical                                                               |
| 25 | 30 août 1979      | Lima           | Pérou - Uruguay | 2-0             | Match amical                                                               |
| 26 | 18 juillet 1980   | Montevideo     | Uruguay - Pérou | 0-0             | Match amical                                                               |
| 27 | 12 novembre 1980  | Lima           | Pérou - Uruguay | 1-1             | Match amical                                                               |
| 28 | 23 août 1981      | Montevideo     | Uruguay - Pérou | 1-2             | Qualification pour la Coupe du monde 1982 (zone AmSud - gr. 2)             |
| 29 | 6 septembre 1981  | Lima           | Pérou - Uruguay | 0-0             | Qualification pour la Coupe du monde 1982 (zone AmSud - gr. 2)             |
| 30 | 18 juillet 1983   | Montevideo     | Uruguay - Pérou | 1-1             | Match amical                                                               |
| 31 | 11 août 1983      | Lima           | Pérou - Uruguay | 1-1             | Match amical                                                               |
| 32 | 13 octobre 1983   | Lima           | Pérou - Uruguay | 0-1             | Copa América 1983 (demi-finale aller)                                      |
| 33 | 20 octobre 1983   | Montevideo     | Uruguay - Pérou | 1-1             | Copa América 1983 (demi-finale retour)                                     |
| 34 | 10 septembre 1984 | Montevideo     | Uruguay - Pérou | 2-0             | Match amical                                                               |
| 35 | 3 octobre 1984    | Lima           | Pérou - Uruguay | 1-3             | Match amical                                                               |
| 36 | 27 février 1985   | Montevideo     | Uruguay - Pérou | 2-2             | Match amical                                                               |
| 37 | 23 avril 1985     | Lima           | Pérou - Uruguay | 2-1             | Match amical                                                               |
| 38 | 14 décembre 1988  | Montevideo     | Uruguay - Pérou | 3-0             | Match amical                                                               |
| 39 | 27 août 1989      | Lima           | Pérou - Uruguay | 0-2             | Qualification pour la Coupe du monde 1990 (zone AmSud - gr. 1)             |
| 40 | 24 septembre 1989 | Montevideo     | Uruguay - Pérou | 2-0             | Qualification pour la Coupe du monde 1990 (zone AmSud - gr. 1)             |
| 41 | 12 juin 1991      | Lima           | Pérou - Uruguay | 1-0             | Match amical                                                               |
| 42 | 20 juin 1991      | Montevideo     | Uruguay - Pérou | 0-0             | Match amical                                                               |
| 43 | 13 juillet 1993   | Lima           | Pérou - Uruguay | 1-2             | Match amical                                                               |
| 44 | 17 juillet 1993   | Montevideo     | Uruguay - Pérou | 3-0             | Match amical                                                               |
| 45 | 19 octobre 1994   | Lima           | Pérou - Uruguay | 0-1             | Match amical                                                               |
| 46 | 5 avril 1995      | Montevideo     | Uruguay - Pérou | 1-0             | Match amical                                                               |
| 47 | 15 décembre 1996  | Montevideo     | Uruguay - Pérou | 2-0             | Qualification pour la Coupe du monde 1998 : zone Amérique du Sud           |
| 48 | 12 juin 1997      | Sucre          | Pérou - Uruguay | 1-0             | Copa América 1997 (gr. B)                                                  |
| 49 | 10 septembre 1997 | Lima           | Pérou - Uruguay | 2-1             | Qualification pour la Coupe du monde 1998 : zone Amérique du Sud           |
| 50 | 26 juillet 2000   | Montevideo     | Uruguay - Pérou | 0-0             | Qualification pour la Coupe du monde 2002 : zone Amérique du Sud           |
| 51 | 4 septembre 2001  | Lima           | Pérou - Uruguay | 0-2             | Qualification pour la Coupe du monde 2002 : zone Amérique du Sud           |
| 52 | 24 juillet 2003   | Lima           | Pérou - Uruguay | 3-4             | Match amical                                                               |
| 53 | 30 juillet 2003   | Montevideo     | Uruguay - Pérou | 1-0             | Match amical                                                               |
| 54 | 1er juin 2004     | Montevideo     | Uruguay - Pérou | 1-3             | Qualification pour la Coupe du monde 2006 : zone Amérique du Sud           |
| 55 | 7 juin 2005       | Lima           | Pérou - Uruguay | 0-0             | Qualification pour la Coupe du monde 2006 : zone Amérique du Sud           |
| 56 | 26 juin 2007      | Mérida         | Pérou - Uruguay | 3-0             | Copa América 2007 (gr. A)                                                  |
| 57 | 17 juin 2008      | Montevideo     | Uruguay - Pérou | 6-0             | Éliminatoires de la Coupe du monde de football 2010 : zone Amérique du Sud |
| 58 | 5 septembre 2009  | Lima           | Pérou - Uruguay | 1-0             | Éliminatoires de la Coupe du monde de football 2010 : zone Amérique du Sud |
| 59 | 4 juillet 2011    | Mendoza        | Uruguay - Pérou | 1-1             | Copa América 2011 (gr. C)                                                  |
| 60 | 19 juillet 2011   | La Plata       | Uruguay - Pérou | 2-0             | Copa América 2011 (demi-finale)                                            |
| 61 | 10 juin 2012      | Montevideo     | Uruguay - Pérou | 4-2             | Éliminatoires de la Coupe du monde de football 2014 : zone Amérique du Sud |
| 62 | 6 septembre 2013  | Lima           | Pérou - Uruguay | 1-2             | Éliminatoires de la Coupe du monde de football 2014 : zone Amérique du Sud |
| 63 | 29 mars 2016      | Montevideo     | Uruguay - Pérou | 1-0             | Éliminatoires de la Coupe du monde de football 2018 : zone Amérique du Sud |
| 64 | 28 mars 2017      | Lima           | Pérou - Uruguay | 2-1             | Éliminatoires de la Coupe du monde de football 2018 : zone Amérique du Sud |
| 65 | 29 juin 2019      | Salvador       | Uruguay - Pérou | 0-0 (tab : 4-5) | Copa América 2019 (quart de finale)                                        |
| 66 | 11 octobre 2019   | Montevideo     | Uruguay - Pérou | 1-0             | Match amical                                                               |
| 67 | 15 octobre 2019   | Lima           | Pérou - Uruguay | 1-1             | Match amical                                                               |
| 68 | 3 Septembre 2021  | Lima           | Pérou - Uruguay | 1-1             | FIFA 2022 Q                                                                |
| 69 | 24 Mars 2022      | Montevideo     | Uruguay - Pérou | 1-0             | FIFA 2022 Q                                                                |
| 70 | 10 Octobre 2024   | Lima           | Pérou - Uruguay | 1-0             | FIFA 2026 Q                                                                |
| 71 | 8 Septembre 2025  | Montevideo     | Uruguay - Pérou |                 | FIFA 2026 Q                                                                |

#### Bilan
- Total de matchs disputés : 70
- Victoires de l'Uruguay : 38
- Victoires du Pérou : 17
- Matchs nuls : 15
- Total de buts marqués par l'Uruguay : 111
- Total de buts marqués par le Pérou : 61

### Pologne
Confrontations entre l'équipe d'Uruguay de football et l'équipe de Pologne de football : 
|   | Date             | Lieu       | Match             | Score | Compétition  |
| - | ---------------- | ---------- | ----------------- | ----- | ------------ |
| 1 | 16 février 1986  | Montevideo | Uruguay - Pologne | 2-2   | Match amical |
| 2 | 29 novembre 1992 | Montevideo | Uruguay - Pologne | 0-1   | Match amical |
| 3 | 14 novembre 2012 | Gdańsk     | Pologne - Uruguay | 1-3   | Match amical |
| 4 | 10 novembre 2017 | Varsovie   | Pologne - Uruguay | 0-0   | Match amical |

#### Bilan
Au 22 juillet 2018 :
- Total de matchs disputés : 4
- Victoires de l'équipe de Pologne : 1
- Victoires de l'équipe d'Uruguay : 1
- Matchs nuls : 2

### Portugal
Confrontations entre le Portugal et l'Uruguay :
|   | Date             | Lieu           | Match              | Score | Compétition                              |
| - | ---------------- | -------------- | ------------------ | ----- | ---------------------------------------- |
| 1 | 26 juin 1966     | Lisbonne       | Portugal - Uruguay | 3-0   | Match amical                             |
| 2 | 2 juillet 1972   | Rio de Janeiro | Uruguay - Portugal | 1-1   | Coupe de l'Indépendance                  |
| 3 | 30 juin 2018     | Sotchi         | Uruguay - Portugal | 2-1   | Coupe du monde 2018 (huitième de finale) |
| 4 | 28 novembre 2022 | Lusail         | Portugal - Uruguay | 2-0   | Coupe du Monde 2022 (Groupe H)           |

#### Bilan
- Total de matchs disputés : 4
- Victoires de l'équipe du Portugal : 2
- Victoires de l'équipe d'Uruguay : 1
- Match nul : 1

## R

### Roumanie
Confrontations entre la Roumanie et l'Uruguay :
|   | Date            | Lieu        | Match              | Score | Compétition                 |
| - | --------------- | ----------- | ------------------ | ----- | --------------------------- |
| 1 | 21 juillet 1930 | Montevideo  | Uruguay - Roumanie | 4-0   | Coupe du monde 1930 (gr. C) |
| 2 | 19 juin 1966    | Bucarest    | Roumanie - Uruguay | 1-0   | Match amical                |
| 3 | 4 avril 1967    | Montevideo  | Uruguay - Roumanie | 1-1   | Match amical                |
| 4 | 23 mai 2006     | Los Angeles | Uruguay - Roumanie | 2-0   | Match amical                |
| 5 | 29 février 2012 | Bucarest    | Roumanie - Uruguay | 1-1   | Match amical                |

#### Bilan
Au 22 juillet 2018 :
- Total de matchs disputés : 5
- Victoires de l'équipe de Roumanie : 1
- Victoires de l'équipe d'Uruguay : 2
- Matchs nul : 2

### Russie
Confrontations entre l'équipe d'Uruguay de football et les équipes d'URSS et de Russie de football.
|   | Date             | Lieu       | Match            | Score    | Compétition                           |
| - | ---------------- | ---------- | ---------------- | -------- | ------------------------------------- |
| 1 | 29 novembre 1961 | Montevideo | Uruguay - URSS   | 1-2      | Match amical                          |
| 2 | 27 avril 1962    | Moscou     | URSS - Uruguay   | 5-0      | Match amical                          |
| 3 | 6 juin 1962      | Arica      | URSS - Uruguay   | 2-1      | Coupe du monde 1962 (gr. A)           |
| 4 | 20 mai 1964      | Moscou     | URSS - Uruguay   | 1-0      | Match amical                          |
| 5 | 4 décembre 1965  | Montevideo | Uruguay - URSS   | 1-3      | Match amical                          |
| 6 | 14 juin 1970     | Mexico     | Uruguay - URSS   | 1-0 (ap) | Coupe du monde 1970 (quart de finale) |
| 7 | 29 juin 1972     | São Paulo  | URSS - Uruguay   | 1-0      | Coupe de l'Indépendance               |
| 8 | 25 mai 2012      | Moscou     | Russie - Uruguay | 1-1      | Match amical                          |
| 9 | 25 juin 2018     | Samara     | Uruguay - Russie | 3-0      | Coupe du monde de 2018 (gr. A)        |

#### Bilan
Au 22 juillet 2018 :
- Total de matchs disputés : 9
- Victoires des équipes d'URSS et de Russie : 6
- Victoires de l'équipe d'Uruguay : 2
- Matchs nuls : 1
- Total de buts marqués par l'Uruguay : 8
- Total de buts marqués par l'URSS et la Russie : 15

## S

### Sarre
Confrontations entre la Sarre et l'Uruguay.
|   | Date        | Lieu       | Match           | Score | Compétition  |
| - | ----------- | ---------- | --------------- | ----- | ------------ |
| 1 | 5 juin 1954 | Sarrebruck | Sarre - Uruguay | 1-7   | Match amical |

#### Bilan
- Total de matchs disputés : 1
- Victoires de l'Uruguay : 1
- Victoires de la Sarre : 0
- Matchs nuls : 0
- Total de buts marqués par l'Uruguay : 7
- Total de buts marqués par la Sarre : 1

### Sénégal
Confrontations entre l'Uruguay et le Sénégal en matchs officiels :
|   | Date         | Lieu  | Match             | Score | Compétition                 |
| - | ------------ | ----- | ----------------- | ----- | --------------------------- |
| 1 | 11 juin 2002 | Suwon | Uruguay - Sénégal | 3-3   | Coupe du monde 2002 (gr. A) |

#### Bilan
Au 21 juillet 2018 :
- Total de matchs disputés : 1
- Victoires de l'Uruguay : 0
- Victoires du Sénégal : 0
- Match nul : 1
- Buts marqués par l'Uruguay : 3
- Buts marqués par le Sénégal : 3

### Serbie et Yougoslavie

#### Confrontations
Confrontations entre la Yougoslavie puis la Serbie et l'Uruguay en matchs officiels.
|   | Date            | Lieu       | Match                          | Score | Compétition                       |
| - | --------------- | ---------- | ------------------------------ | ----- | --------------------------------- |
| 1 | 26 mai 1924     | Colombes   | Uruguay - Yougoslavie          | 7-0   | Jeux olympiques 1924 (1er tour)   |
| 2 | 27 juillet 1930 | Montevideo | Uruguay - Yougoslavie          | 6-1   | Coupe du monde 1930 (demi-finale) |
| 3 | 2 juin 1962     | Arica      | Yougoslavie - Uruguay          | 3-1   | Coupe du monde 1962 (gr. A)       |
| 4 | 23 mai 1980     | Sarajevo   | Yougoslavie - Uruguay          | 2-1   | Match amical                      |
| 5 | 31 mars 1995    | Belgrade   | Yougoslavie - Uruguay          | 1-0   | Match amical                      |
| 6 | 27 mai 2006     | Belgrade   | Serbie-et-Monténégro - Uruguay | 1-1   | Match amical                      |

#### Bilan
Au 21 juillet 2018 :
- Total de matchs disputés : 6
- Victoires de l'Uruguay : 2
- Victoires de la Yougoslavie puis la Serbie : 3
- Matchs nuls : 1
- Total de buts marqués par l'Uruguay : 16
- Total de buts marqués par la Yougoslavie puis la Serbie : 8

### Singapour
Confrontations en matchs officiels entre l'Uruguay et Singapour.
|   | Date        | Lieu      | Match               | Score | Compétition  |
| - | ----------- | --------- | ------------------- | ----- | ------------ |
| 1 | 21 mai 2002 | Singapour | Singapour - Uruguay | 1-2   | Match amical |

#### Bilan
Au 21 juillet 2018 :
- Total de matchs disputés : 1
- Victoires de l'Uruguay : 1
- Victoires de Singapour : 0
- Matchs nuls : 0
- Total de buts marqués par l'Uruguay : 2
- Total de buts marqués par Singapour : 1

### Slovénie
Confrontations entre la Slovénie et l'Uruguay.
|   | Date            | Lieu       | Match              | Score | Compétition  |
| - | --------------- | ---------- | ------------------ | ----- | ------------ |
| 1 | 28 février 2001 | Koper      | Slovénie - Uruguay | 0-2   | Match amical |
| 2 | 4 juin 2014     | Montevideo | Uruguay - Slovénie | 2-0   | Match amical |

#### Bilan
Au 21 juillet 2018 :
- Total de matchs disputés : 2
- Victoires de l'Uruguay : 2
- Victoires de la Slovénie : 0
- Matchs nuls : 0
- Total de buts marqués par l'Uruguay : 4
- Total de buts marqués par la Slovénie : 0

### Suède
Confrontations en matchs officiels entre l'Uruguay et la Suède :
|   | Date            | Lieu       | Match           | Score | Compétition                      |
| - | --------------- | ---------- | --------------- | ----- | -------------------------------- |
| 1 | 13 juillet 1950 | São Paulo  | Uruguay - Suède | 3-2   | Coupe du monde 1950 (tour final) |
| 2 | 10 juin 1970    | Puebla     | Suède - Uruguay | 1-0   | Coupe du monde 1970 (gr. B)      |
| 3 | 23 juin 1974    | Düsseldorf | Suède - Uruguay | 3-0   | Coupe du monde 1974 (gr. C)      |

#### Bilan
Au 21 juillet 2018 :
- Total de matchs disputés : 3
- Victoires de l'équipe d'Uruguay : 1
- Victoires de l'équipe de Suède : 2
- Match nul : 0

### Suisse
Confrontations entre l'équipe d'Uruguay de football et l'équipe de Suisse de football.
|   | Date             | Lieu       | Match            | Score | Compétition                   |
| - | ---------------- | ---------- | ---------------- | ----- | ----------------------------- |
| 1 | 9 juin 1924      | Colombes   | Suisse - Uruguay | 0-3   | Jeux olympiques 1924 (finale) |
| 2 | 23 mai 1954      | Lausanne   | Suisse - Uruguay | 3-3   | Match amical                  |
| 3 | 18 décembre 1980 | Montevideo | Uruguay - Suisse | 4-0   | Match amical                  |
| 4 | 3 mars 2010      | Saint-Gall | Suisse - Uruguay | 1-3   | Match amical                  |

#### Bilan
Au 21 juillet 2018 :
- Total de matchs disputés : 4
- Victoires de l'Uruguay : 3
- Victoires de la Suisse : 0
- Matchs nuls : 1
- Total de buts marqués par l'Uruguay : 13
- Total de buts marqués par la Suisse : 4

## T

### Tahiti
|   | Date         | Lieu   | Match            | Score | Compétition                           |
| - | ------------ | ------ | ---------------- | ----- | ------------------------------------- |
| 1 | 23 juin 2013 | Recife | Uruguay - Tahiti | 8-0   | Coupe des confédérations 2013 (gr. B) |

#### Bilan
Au 21 juillet 2018 :
- Total de matchs disputés : 1
- Victoires de l'équipe d'Uruguay : 1
- Victoires de l'équipe de Tahiti : 0
- Match nul : 0

### Tchéquie et Tchécoslovaquie

#### Confrontations
Confrontations entre la Tchécoslovaquie puis la Tchéquie et l'Uruguay en matchs officiels.
|   | Date             | Lieu       | Match                     | Score | Compétition                                            |
| - | ---------------- | ---------- | ------------------------- | ----- | ------------------------------------------------------ |
| 1 | 16 juin 1954     | Berne      | Uruguay - Tchécoslovaquie | 2-0   | Coupe du monde 1954 (gr. C)                            |
| 2 | 12 août 1956     | Montevideo | Uruguay - Tchécoslovaquie | 2-1   | Match amical                                           |
| 3 | 22 avril 1962    | Prague     | Tchécoslovaquie - Uruguay | 3-1   | Match amical                                           |
| 4 | 19 juin 1962     | Montevideo | Uruguay - Tchécoslovaquie | 3-1   | Match amical                                           |
| 5 | 15 décembre 1997 | Riyad      | Uruguay - Tchéquie        | 2-1   | Coupe des confédérations 1997 (gr. B)                  |
| 6 | 21 décembre 1997 | Riyad      | Tchéquie - Uruguay        | 1-0   | Coupe des confédérations 1997 (match pour la 3e place) |
| 7 | 23 mars 2018     | Nanning    | Uruguay- Tchéquie         | 2-0   | Tournoi amical                                         |

#### Bilan
Au 22 juillet 2018 :
- Total de matchs disputés : 7
- Victoires de l'Uruguay : 5
- Victoires de la Tchécoslovaquie et de la Tchéquie : 2
- Matchs nuls : 0
- Total de buts marqués par l'Uruguay : 12
- Total de buts marqués par la Tchécoslovaquie et la Tchéquie : 7

### Thaïlande
Confrontations entre la Thaïlande et l'Uruguay.
|   | Date         | Lieu    | Match               | Score | Compétition  |
| - | ------------ | ------- | ------------------- | ----- | ------------ |
| 1 | 25 mars 2019 | Nanning | Thaïlande - Uruguay | 0-4   | Match amical |

#### Bilan
Au 27 mars 2019 :
- Total de matchs disputés : 1
- Victoires de l'Uruguay : 1
- Victoires de la Thaïlande : 0
- Matchs nuls : 0
- Total de buts marqués par l'Uruguay : 4
- Total de buts marqués par la Thaïlande : 0

### Trinité-et-Tobago

#### Confrontations
Confrontations entre Trinité-et-Tobago et l'Uruguay en matchs officiels :
|   | Date        | Lieu       | Match                       | Score | Compétition  |
| - | ----------- | ---------- | --------------------------- | ----- | ------------ |
| 1 | 27 mai 2016 | Montevideo | Uruguay - Trinité-et-Tobago | 3-1   | Match amical |

#### Bilan
Au 22 juillet 2018 :
- Total de matchs disputés : 1
- Victoires de l'Uruguay : 1
- Victoires de Trinité-et-Tobago : 0
- Matchs nuls : 0
- Total de buts marqués par l'Uruguay : 3
- Total de buts marqués par Trinité-et-Tobago : 1

### Tunisie
Confrontations entre la Tunisie et l'Uruguay.
|   | Date        | Lieu  | Match             | Score           | Compétition    |
| - | ----------- | ----- | ----------------- | --------------- | -------------- |
| 1 | 2 juin 2006 | Radès | Tunisie - Uruguay | 0-0 (tab : 3-1) | Tournoi amical |

#### Bilan
Au 21 juillet 2018 :
- Total de matchs disputés : 1
- Victoires de l'Uruguay : 0
- Victoires de la Tunisie : 0
- Matchs nuls : 1
- Total de buts marqués par l'Uruguay : 0
- Total de buts marqués par la Tunisie : 0

### Turquie
Confrontations entre la Turquie et l'Uruguay.
|   | Date        | Lieu   | Match             | Score | Compétition  |
| - | ----------- | ------ | ----------------- | ----- | ------------ |
| 1 | 25 mai 2008 | Bochum | Uruguay - Turquie | 3-2   | Match amical |

#### Bilan
Au 21 juillet 2018 :
- Total de matchs disputés : 1
- Victoires de l'Uruguay : 1
- Victoires de la Turquie : 0
- Matchs nuls : 0
- Total de buts marqués par l'Uruguay : 3
- Total de buts marqués par la Turquie : 2

## U

### Ukraine

#### Confrontations
Confrontations entre l'Ukraine et l'Uruguay en matchs officiels.
|   | Date             | Lieu    | Match             | Score | Compétition  |
| - | ---------------- | ------- | ----------------- | ----- | ------------ |
| 1 | 2 septembre 2011 | Kharkiv | Ukraine - Uruguay | 2-3   | Match amical |

#### Bilan
Au 21 juillet 2018 :
- Total de matchs disputés : 1
- Victoires de l'Uruguay : 1
- Victoires de l'Ukraine : 0
- Matchs nuls : 0
- Total de buts marqués par l'Uruguay : 3
- Total de buts marqués par l'Ukraine : 2

## V

### Venezuela

#### Confrontations
Confrontations entre le Venezuela et l'Uruguay en matchs officiels.
|    | Date              | Lieu           | Match               | Score | Compétition                                                                |
| -- | ----------------- | -------------- | ------------------- | ----- | -------------------------------------------------------------------------- |
| 1  | 23 mai 1965       | Montevideo     | Uruguay - Venezuela | 5-0   | Qualification pour la Coupe du monde 1966 (zone AmSud - gr. 1)             |
| 2  | 30 mai 1965       | Caracas        | Venezuela - Uruguay | 1-3   | Qualification pour la Coupe du monde 1966 (zone AmSud - gr. 1)             |
| 3  | 21 janvier 1967   | Montevideo     | Uruguay - Venezuela | 4-0   | Championnat sud-américain de football de 1967                              |
| 4  | 9 février 1977    | Caracas        | Venezuela - Uruguay | 1-1   | Qualifications pour la Coupe du monde 1978 (zone AmSud - gr. 2)            |
| 5  | 17 mars 1977      | Montevideo     | Uruguay - Venezuela | 2-0   | Qualifications pour la Coupe du monde 1978 (zone AmSud - gr. 2)            |
| 6  | 4 septembre 1983  | Montevideo     | Uruguay - Venezuela | 3-0   | Copa América 1983 (gr. A)                                                  |
| 7  | 18 septembre 1983 | Caracas        | Venezuela - Uruguay | 1-2   | Copa América 1983 (gr. A)                                                  |
| 8  | 19 juin 1993      | Ambato         | Venezuela - Uruguay | 2-2   | Copa América 1993 (gr. A)                                                  |
| 9  | 25 juillet 1993   | San Cristóbal  | Venezuela - Uruguay | 0-1   | Qualification pour la Coupe du monde 1994 (zone AmSud - gr. B)             |
| 10 | 29 août 1993      | Montevideo     | Uruguay - Venezuela | 4-0   | Qualification pour la Coupe du monde 1994 (zone AmSud - gr. B)             |
| 11 | 5 juillet 1995    | Montevideo     | Uruguay - Venezuela | 4-1   | Copa América 1995 (gr. A)                                                  |
| 12 | 24 avril 1996     | Caracas        | Venezuela - Uruguay | 0-2   | Qualification pour la Coupe du monde 1998 : zone Amérique du Sud           |
| 13 | 2 avril 1997      | Montevideo     | Uruguay - Venezuela | 3-1   | Qualification pour la Coupe du monde 1998 : zone Amérique du Sud           |
| 14 | 15 juin 1997      | Sucre          | Uruguay - Venezuela | 2-0   | Copa América 1997 (gr. B)                                                  |
| 15 | 8 septembre 1999  | Montevideo     | Uruguay - Venezuela | 2-0   | Match amical                                                               |
| 16 | 18 juillet 2000   | Montevideo     | Uruguay - Venezuela | 3-1   | Qualification pour la Coupe du monde 2002 : zone Amérique du Sud           |
| 17 | 14 août 2001      | Maracaibo      | Venezuela - Uruguay | 0-2   | Qualification pour la Coupe du monde 2002 : zone Amérique du Sud           |
| 18 | 20 novembre 2002  | Caracas        | Venezuela - Uruguay | 1-0   | Match amical                                                               |
| 19 | 31 mars 2004      | Montevideo     | Uruguay - Venezuela | 0-3   | Qualification pour la Coupe du monde 2006 : zone Amérique du Sud           |
| 20 | 4 juin 2005       | Maracaibo      | Venezuela - Uruguay | 1-1   | Qualification pour la Coupe du monde 2006 : zone Amérique du Sud           |
| 21 | 27 septembre 2006 | Maracaibo      | Venezuela - Uruguay | 1-0   | Match amical                                                               |
| 22 | 18 octobre 2006   | Montevideo     | Uruguay - Venezuela | 4-0   | Match amical                                                               |
| 23 | 3 juillet 2007    | Mérida         | Venezuela - Uruguay | 0-0   | Copa América 2007 (gr. A)                                                  |
| 24 | 7 juillet 2007    | San Cristóbal  | Venezuela - Uruguay | 1-4   | Copa América 2007 (quart de finale)                                        |
| 25 | 14 juin 2008      | Montevideo     | Uruguay - Venezuela | 1-1   | Éliminatoires de la Coupe du monde de football 2010 : zone Amérique du Sud |
| 26 | 10 juin 2009      | Puerto Ordaz   | Venezuela - Uruguay | 2-2   | Éliminatoires de la Coupe du monde de football 2010 : zone Amérique du Sud |
| 27 | 2 juin 2012       | Montevideo     | Uruguay - Venezuela | 1-1   | Éliminatoires de la Coupe du monde de football 2014 : zone Amérique du Sud |
| 28 | 11 juin 2013      | Ciudad Guayana | Venezuela - Uruguay | 0-1   | Éliminatoires de la Coupe du monde de football 2014 : zone Amérique du Sud |
| 29 | 9 juin 2016       | Philadelphie   | Venezuela - Uruguay | 1-0   | Copa América Centenario (gr. C)                                            |
| 30 | 6 octobre 2016    | Montevideo     | Uruguay - Venezuela | 3-0   | Éliminatoires de la Coupe du monde de football 2018 : zone Amérique du Sud |
| 31 | 5 octobre 2017    | San Cristóbal  | Venezuela - Uruguay | 0-0   | Éliminatoires de la Coupe du monde de football 2018 : zone Amérique du Sud |
| 32 | 8 juin 2021       | Caracas        | Venezuela - Uruguay | 0-0   | Éliminatoires de la Coupe du monde de football 2022 : zone Amérique du Sud |
| 33 | 1 Février 2022    | Montevideo     | Uruguay - Venezuela | 4-1   | Éliminatoires de la Coupe du monde de football 2022 : zone Amérique du Sud |
| 34 | 10 Septembre 2024 | Maturín        | Venezuela - Uruguay | 0-0   | FIFA 2026 Qualification                                                    |
| 35 | 9 Juin 2025       | Montevideo     | Uruguay - Venezuela | 2-0   | FIFA 2026 Qualification                                                    |

#### Bilan
- Total de matchs disputés : 35
- Victoires de l'Uruguay : 20
- Victoires du Venezuela : 5
- Matchs nuls : 11
- Total de buts marqués par l'Uruguay : 66
- Total de buts marqués par le Venezuela : 23